# Elezioni comunali in Sicilia del 2008
Le elezioni comunali in Sicilia del 2008 si tennero il 15-16 giugno (con ballottaggio il 29-30 giugno).

## Provincia regionale di Palermo

### Capaci
| Candidati                     | Candidati                    | II turno        | II turno        | I turno | I turno | Liste                   | Voti  | %     | Seggi |
| Candidati                     | Candidati                    | Voti            | %               | Voti    | %       | Liste                   | Voti  | %     | Seggi |
| ----------------------------- | ---------------------------- | --------------- | --------------- | ------- | ------- | ----------------------- | ----- | ----- | ----- |
|                               | Benedetto Salvino ✔️ Sindaco | 2 859           | 50,49           | 2 282   | 33,04   | Orizzonti Nuovi         | 511   | 7,63  | 2     |
| Capaci di Svolta              | Benedetto Salvino ✔️ Sindaco | 2 859           | 50,49           | 2 282   | 33,04   | 421                     | 6,28  | 2     |       |
| Alleanza per la Libertà       | Benedetto Salvino ✔️ Sindaco | 2 859           | 50,49           | 2 282   | 33,04   | 377                     | 5,63  | 1     |       |
| Movimento per l'Autonomia     | Benedetto Salvino ✔️ Sindaco | 2 859           | 50,49           | 2 282   | 33,04   | 364                     | 5,43  | 1     |       |
| Obiettivo Capaci              | Benedetto Salvino ✔️ Sindaco | 2 859           | 50,49           | 2 282   | 33,04   | 291                     | 4,34  | 1     |       |
| Democratici per Capaci        | Benedetto Salvino ✔️ Sindaco | 2 859           | 50,49           | 2 282   | 33,04   | 271                     | 4,04  | 1     |       |
|                               | Sebastiano Napoli            | 2 803           | 49,50           | 1 953   | 28,28   | Capaci nel Cuore        | 804   | 12,00 | 2     |
| Capaci Libera                 | Sebastiano Napoli            | 2 803           | 49,50           | 1 953   | 28,28   | 485                     | 7,24  | 1     |       |
| Autonomia per Capaci          | Sebastiano Napoli            | 2 803           | 49,50           | 1 953   | 28,28   | 449                     | 6,70  | 1     |       |
| Futuro per Capaci             | Sebastiano Napoli            | 2 803           | 49,50           | 1 953   | 28,28   | 156                     | 2,33  | –     |       |
|                               | Vincenzo Longo               | Vincenzo Longo  | Vincenzo Longo  | 1 514   | 21,92   | Il Popolo dell'Amicizia | 719   | 10,73 | 1     |
| Nuova Capaci (B)              | Vincenzo Longo               | Vincenzo Longo  | Vincenzo Longo  | 1 514   | 21,92   | 543                     | 8,10  | 2     |       |
| Unione di Centro (B)          | Vincenzo Longo               | Vincenzo Longo  | Vincenzo Longo  | 1 514   | 21,92   | 500                     | 7,46  | 1     |       |
|                               | Erasmo Vassallo              | Erasmo Vassallo | Erasmo Vassallo | 1 158   | 16,77   | Capaci di Cambiare (A)  | 416   | 6,21  | 2     |
| La Prospettiva (A)            | Erasmo Vassallo              | Erasmo Vassallo | Erasmo Vassallo | 1 158   | 16,77   | 394                     | 5,88  | 2     |       |
| Totale                        | Totale                       | 5 663           | 100             | 6 907   | 100     |                         | 6 701 | 100   | 20    |
|                               |                              |                 |                 |         |         |                         |       |       |       |
| Fonte: Ministero dell'interno |                              |                 |                 |         |         |                         |       |       |       |

### Partinico
| Candidati                                 | Candidati                      | II turno          | II turno          | I turno | I turno | Liste                             | Voti   | %     | Seggi |
| Candidati                                 | Candidati                      | Voti              | %                 | Voti    | %       | Liste                             | Voti   | %     | Seggi |
| ----------------------------------------- | ------------------------------ | ----------------- | ----------------- | ------- | ------- | --------------------------------- | ------ | ----- | ----- |
|                                           | Salvatore Lo Biundo ✔️ Sindaco | 8 066             | 60,62             | 8 794   | 46,03   | Civica per il Governo della Città | 1 846  | 9,95  | 3     |
| Libertà e Solidarietà Uniti per Partinico | Salvatore Lo Biundo ✔️ Sindaco | 8 066             | 60,62             | 8 794   | 46,03   | 1 714                             | 9,24   | 3     |       |
| Unione di Centro                          | Salvatore Lo Biundo ✔️ Sindaco | 8 066             | 60,62             | 8 794   | 46,03   | 1 572                             | 8,47   | 3     |       |
| Democratici di Centro per Partinico       | Salvatore Lo Biundo ✔️ Sindaco | 8 066             | 60,62             | 8 794   | 46,03   | 1 397                             | 7,53   | 3     |       |
| Partinico Nuova                           | Salvatore Lo Biundo ✔️ Sindaco | 8 066             | 60,62             | 8 794   | 46,03   | 1 365                             | 7,36   | 2     |       |
| Movimento Democratico per Partinico       | Salvatore Lo Biundo ✔️ Sindaco | 8 066             | 60,62             | 8 794   | 46,03   | 1 015                             | 5,47   | 2     |       |
| Una Città per Tutti                       | Salvatore Lo Biundo ✔️ Sindaco | 8 066             | 60,62             | 8 794   | 46,03   | 991                               | 5,34   | 2     |       |
| Gruppo Moderato Centro                    | Salvatore Lo Biundo ✔️ Sindaco | 8 066             | 60,62             | 8 794   | 46,03   | 106                               | 0,57   | –     |       |
|                                           | Giuseppe Giordano              | 5 239             | 39,38             | 5 818   | 30,45   | Il Popolo della Libertà           | 4 008  | 21,60 | 7     |
| Il Buongoverno per Partinico              | Giuseppe Giordano              | 5 239             | 39,38             | 5 818   | 30,45   | 1 137                             | 6,13   | 1     |       |
| Il Ponte per Partinico                    | Giuseppe Giordano              | 5 239             | 39,38             | 5 818   | 30,45   | 948                               | 5,11   | 1     |       |
|                                           | Francesco Mollame              | Francesco Mollame | Francesco Mollame | 2 405   | 12,59   | Movimento per l'Autonomia         | 1 267  | 6,83  | 2     |
|                                           | Michele Chimenti               | Michele Chimenti  | Michele Chimenti  | 1 291   | 6,76    | Partito Democratico               | 804    | 4,33  | 1     |
|                                           | Domenico Neri                  | Domenico Neri     | Domenico Neri     | 799     | 4,18    | Rifondazione Comunista            | 386    | 2,08  | –     |
| Totale                                    | Totale                         | 13 305            | 100               | 19 104  | 100     |                                   | 18 556 | 100   | 30    |
|                                           |                                |                   |                   |         |         |                                   |        |       |       |
| Fonte: Ministero dell'interno             |                                |                   |                   |         |         |                                   |        |       |       |

## Provincia regionale di Agrigento

### Licata
| Candidati                     | Candidati                        | II turno                         | II turno                         | I turno | I turno | Liste                                 | Voti   | %     | Seggi |
| Candidati                     | Candidati                        | Voti                             | %                                | Voti    | %       | Liste                                 | Voti   | %     | Seggi |
| ----------------------------- | -------------------------------- | -------------------------------- | -------------------------------- | ------- | ------- | ------------------------------------- | ------ | ----- | ----- |
|                               | Angelo Graci ✔️ Sindaco          | 8 477                            | 51,93                            | 4 115   | 18,64   | Alleanza Azzurra                      | 789    | 3,79  | 9     |
| Licata Città Viva             | Angelo Graci ✔️ Sindaco          | 8 477                            | 51,93                            | 4 115   | 18,64   | 773                                   | 3,71   | 9     |       |
|                               | Angelo Balsamo                   | 7 847                            | 48,07                            | 7 579   | 34,32   | Il Popolo della Libertà               | 4 016  | 19,28 | 3     |
| L'Aquilone                    | Angelo Balsamo                   | 7 847                            | 48,07                            | 7 579   | 34,32   | 2 796                                 | 13,42  | 2     |       |
| Licata nel Cuore              | Angelo Balsamo                   | 7 847                            | 48,07                            | 7 579   | 34,32   | 1 249                                 | 6,00   | 1     |       |
| Forza Azzurri                 | Angelo Balsamo                   | 7 847                            | 48,07                            | 7 579   | 34,32   | 1 166                                 | 5,60   | 1     |       |
| Associazione Sicilia Vera     | Angelo Balsamo                   | 7 847                            | 48,07                            | 7 579   | 34,32   | 671                                   | 3,22   | –     |       |
|                               | Domenico Giuseppe Franco Falzone | Domenico Giuseppe Franco Falzone | Domenico Giuseppe Franco Falzone | 3 832   | 17,35   | Partito Democratico                   | 1 513  | 7,26  | 1     |
| Falzone Sindaco               | Domenico Giuseppe Franco Falzone | Domenico Giuseppe Franco Falzone | Domenico Giuseppe Franco Falzone | 3 832   | 17,35   | 763                                   | 3,66   | 1     |       |
| Italia dei Valori             | Domenico Giuseppe Franco Falzone | Domenico Giuseppe Franco Falzone | Domenico Giuseppe Franco Falzone | 3 832   | 17,35   | 268                                   | 1,29   | –     |       |
| Impegno Cattolico             | Domenico Giuseppe Franco Falzone | Domenico Giuseppe Franco Falzone | Domenico Giuseppe Franco Falzone | 3 832   | 17,35   | 161                                   | 0,77   | –     |       |
| Giovane Sinistra              | Domenico Giuseppe Franco Falzone | Domenico Giuseppe Franco Falzone | Domenico Giuseppe Franco Falzone | 3 832   | 17,35   | 136                                   | 0,65   | –     |       |
|                               | Carmelo Pullara                  | Carmelo Pullara                  | Carmelo Pullara                  | 3 756   | 17,01   | Movimento per l'Autonomia             | 1 889  | 9,07  | 2     |
| Pullara Sindaco               | Carmelo Pullara                  | Carmelo Pullara                  | Carmelo Pullara                  | 3 756   | 17,01   | 1 284                                 | 6,16   | 1     |       |
| Nuove Idee                    | Carmelo Pullara                  | Carmelo Pullara                  | Carmelo Pullara                  | 3 756   | 17,01   | 933                                   | 4,48   | –     |       |
| Movimento Politico Libero     | Carmelo Pullara                  | Carmelo Pullara                  | Carmelo Pullara                  | 3 756   | 17,01   | 491                                   | 2,36   | –     |       |
| Nuovo PSI                     | Carmelo Pullara                  | Carmelo Pullara                  | Carmelo Pullara                  | 3 756   | 17,01   | 147                                   | 0,71   | –     |       |
|                               | Calogero Giuseppe Damanti        | Calogero Giuseppe Damanti        | Calogero Giuseppe Damanti        | 1 065   | 4,82    | Lista Sant'Angelo                     | 542    | 2,60  | –     |
| Associazione Licata Attiva    | Calogero Giuseppe Damanti        | Calogero Giuseppe Damanti        | Calogero Giuseppe Damanti        | 1 065   | 4,82    | 369                                   | 1,77   | –     |       |
|                               | Agostino Balsamo                 | Agostino Balsamo                 | Agostino Balsamo                 | 952     | 4,31    | Balsamo Sindaco                       | 459    | 2,20  | –     |
| Movimento per Licata          | Agostino Balsamo                 | Agostino Balsamo                 | Agostino Balsamo                 | 952     | 4,31    | 19                                    | 0,09   | –     |       |
|                               | Giovanni Saito                   | Giovanni Saito                   | Giovanni Saito                   | 782     | 3,54    | Democrazia Cristiana per le Autonomie | 398    | 1,91  | –     |
| Totale                        | Totale                           | 16 324                           | 100                              | 22 081  | 100     |                                       | 20 832 | 100   | 30    |
|                               |                                  |                                  |                                  |         |         |                                       |        |       |       |
| Fonte: Ministero dell'interno |                                  |                                  |                                  |         |         |                                       |        |       |       |

### Menfi
| Candidati                               | Candidati                | II turno         | II turno         | I turno | I turno | Liste                          | Voti  | %     | Seggi |
| Candidati                               | Candidati                | Voti             | %                | Voti    | %       | Liste                          | Voti  | %     | Seggi |
| --------------------------------------- | ------------------------ | ---------------- | ---------------- | ------- | ------- | ------------------------------ | ----- | ----- | ----- |
|                                         | Michele Botta ✔️ Sindaco | 4 757            | 62,00            | 3 853   | 44,54   | Il Popolo della Libertà        | 1 373 | 16,19 | 4     |
| Movimento per l'Autonomia               | Michele Botta ✔️ Sindaco | 4 757            | 62,00            | 3 853   | 44,54   | 967                            | 11,41 | 2     |       |
| Menfi Libera e Democratica              | Michele Botta ✔️ Sindaco | 4 757            | 62,00            | 3 853   | 44,54   | 862                            | 10,17 | 2     |       |
| Forza Menfi-Botta Sindaco               | Michele Botta ✔️ Sindaco | 4 757            | 62,00            | 3 853   | 44,54   | 702                            | 8,28  | 1     |       |
| Unione di Centro                        | Michele Botta ✔️ Sindaco | 4 757            | 62,00            | 3 853   | 44,54   | 575                            | 6,78  | 1     |       |
|                                         | Vincenzo Lotà            | 2 915            | 38,00            | 2 368   | 27,38   | Partito Democratico-Lista Lotà | 1 654 | 19,51 | 4     |
| Nuovi Orizzonti-Libertà Lavoro Legalità | Vincenzo Lotà            | 2 915            | 38,00            | 2 368   | 27,38   | 355                            | 4,19  | 1     |       |
| Italia dei Valori                       | Vincenzo Lotà            | 2 915            | 38,00            | 2 368   | 27,38   | 245                            | 2,89  | –     |       |
| Rifondazione Comunista                  | Vincenzo Lotà            | 2 915            | 38,00            | 2 368   | 27,38   | 131                            | 1,55  | –     |       |
|                                         | Antonino Buscemi         | Antonino Buscemi | Antonino Buscemi | 1 960   | 22,66   | Uniti per il Futuro (A)        | 1 218 | 14,37 | 3     |
|                                         | Vincenzo Buscemi         | Vincenzo Buscemi | Vincenzo Buscemi | 469     | 5,42    | Menfi Vive (B)                 | 396   | 4,67  | 1     |
| Totale                                  | Totale                   | 7 672            | 100              | 8 650   | 100     |                                | 8 478 | 100   | 20    |
|                                         |                          |                  |                  |         |         |                                |       |       |       |
| Fonte: Ministero dell'interno           |                          |                  |                  |         |         |                                |       |       |       |

### Ravanusa
| Candidati                     | Candidati                   | II turno          | II turno          | I turno | I turno | Liste                             | Voti  | %     | Seggi |
| Candidati                     | Candidati                   | Voti              | %                 | Voti    | %       | Liste                             | Voti  | %     | Seggi |
| ----------------------------- | --------------------------- | ----------------- | ----------------- | ------- | ------- | --------------------------------- | ----- | ----- | ----- |
|                               | Armando Savarino ✔️ Sindaco | 3 560             | 53,41             | 3 079   | 40,16   | Unione di Centro                  | 1 535 | 20,53 | 6     |
| Ravanusa nel Cuore            | Armando Savarino ✔️ Sindaco | 3 560             | 53,41             | 3 079   | 40,16   | 1 348                             | 18,03 | 6     |       |
|                               | Mario Tricoli               | 3 106             | 46,59             | 3 321   | 43,32   | Il Popolo della Libertà           | 1 355 | 18,12 | 3     |
| Partito Democratico           | Mario Tricoli               | 3 106             | 46,59             | 3 321   | 43,32   | 1 148                             | 15,35 | 2     |       |
| Movimento per l'Autonomia     | Mario Tricoli               | 3 106             | 46,59             | 3 321   | 43,32   | 1 025                             | 13,71 | 2     |       |
|                               | Giovanni D'Angelo           | Giovanni D'Angelo | Giovanni D'Angelo | 1 034   | 13,49   | La Sinistra                       | 865   | 11,57 | 1     |
|                               | Giovanni Avarello           | Giovanni Avarello | Giovanni Avarello | 233     | 3,04    | Amici di Beppe Grillo di Ravanusa | 202   | 2,70  | –     |
| Totale                        | Totale                      | 6 666             | 100               | 7 667   | 100     |                                   | 7 478 | 100   | 20    |
|                               |                             |                   |                   |         |         |                                   |       |       |       |
| Fonte: Ministero dell'interno |                             |                   |                   |         |         |                                   |       |       |       |

## Provincia regionale di Caltanissetta

### Riesi
| Candidati                     | Candidati                    | II turno               | II turno               | I turno | I turno | Liste                       | Voti  | %     | Seggi |
| Candidati                     | Candidati                    | Voti                   | %                      | Voti    | %       | Liste                       | Voti  | %     | Seggi |
| ----------------------------- | ---------------------------- | ---------------------- | ---------------------- | ------- | ------- | --------------------------- | ----- | ----- | ----- |
|                               | Salvatore Buttigè ✔️ Sindaco | 3 823                  | 62,59                  | 1 886   | 26,14   | Unione di Centro            | 1 011 | 14,55 | 3     |
| Buttigè Sindaco               | Salvatore Buttigè ✔️ Sindaco | 3 823                  | 62,59                  | 1 886   | 26,14   | 799                         | 11,50 | 2     |       |
|                               | Vincenzo Giannone            | 2 579                  | 42,22                  | 1 844   | 25,56   | Autonomisti per Riesi       | 849   | 12,22 | 3     |
| Riesi Viva                    | Vincenzo Giannone            | 2 579                  | 42,22                  | 1 844   | 25,56   | 806                         | 11,60 | 3     |       |
| Movimento per l'Autonomia     | Vincenzo Giannone            | 2 579                  | 42,22                  | 1 844   | 25,56   | 521                         | 7,50  | 1     |       |
|                               | Antonio Filippo Marino       | Antonio Filippo Marino | Antonio Filippo Marino | 1 618   | 22,43   | Partito Democratico (A)     | 1 175 | 16,91 | 4     |
|                               | Vincenzo Vitello             | Vincenzo Vitello       | Vincenzo Vitello       | 994     | 13,78   | Movimento per le Libertà    | 895   | 12,88 | 2     |
|                               | Lino Carrubba                | Lino Carrubba          | Lino Carrubba          | 501     | 6,94    | Amando Riesi                | 430   | 6,19  | 1     |
|                               | Pietro Di Prima              | Pietro Di Prima        | Pietro Di Prima        | 320     | 4,44    | Il Popolo della Libertà (A) | 461   | 6,64  | 1     |
| Totale                        | Totale                       | 6 108                  | 100                    | 7 214   | 100     |                             | 6 947 | 100   | 20    |
|                               |                              |                        |                        |         |         |                             |       |       |       |
| Fonte: Ministero dell'interno |                              |                        |                        |         |         |                             |       |       |       |

## Provincia regionale di Catania

### Catania
|                               | Raffaele Stancanelli ✔️ Sindaco | 90 765  | 54,59 | Il Popolo della Libertà        | 35 791  | 23,01 | 12 |  |  |
| Movimento per l'Autonomia     | Raffaele Stancanelli ✔️ Sindaco | 90 765  | 54,59 | 29 714                         | 19,10   | 10    |    |  |  |
| Sicilia Forte e Libera        | Raffaele Stancanelli ✔️ Sindaco | 90 765  | 54,59 | 15 915                         | 10,23   | 5     |    |  |  |
| Unione di Centro              | Raffaele Stancanelli ✔️ Sindaco | 90 765  | 54,59 | 8 666                          | 5,57    | 2     |    |  |  |
| Stancanelli Sindaco           | Raffaele Stancanelli ✔️ Sindaco | 90 765  | 54,59 | 8 423                          | 5,41    | 2     |    |  |  |
| Centro Democratico Siciliano  | Raffaele Stancanelli ✔️ Sindaco | 90 765  | 54,59 | 4 727                          | 3,04    | 1     |    |  |  |
| Democratici Autonomisti       | Raffaele Stancanelli ✔️ Sindaco | 90 765  | 54,59 | 2 576                          | 1,66    | –     |    |  |  |
|                               | Sebastiano Musumeci             | 41 833  | 25,16 | Con Nello Musumeci per Catania | 18 974  | 12,20 | 5  |  |  |
|                               | Giovanni Burtone                | 29 707  | 17,87 | Partito Democratico            | 13 318  | 8,56  | 4  |  |  |
| Con Bianco per Catania        | Giovanni Burtone                | 29 707  | 17,87 | 11 870                         | 7,63    | 4     |    |  |  |
| Comunisti Italiani            | Giovanni Burtone                | 29 707  | 17,87 | 2 319                          | 1,49    | –     |    |  |  |
|                               | Salvatore Massimo Domina        | 1 737   | 1,04  | Liberare Catania               | 1 859   | 1,19  | –  |  |  |
|                               | Grazia Giurato                  | 1 444   | 0,87  | Amici di Beppe Grillo          | 989     | 0,64  | –  |  |  |
|                               | Massimiliano Catanzaro          | 425     | 0,26  | Forza Nuova                    | 314     | 0,20  | –  |  |  |
|                               | Francesco Nicola Condorelli     | 363     | 0,22  | Fiamma Tricolore               | 301     | 0,19  | –  |  |  |
| Totale                        | Totale                          | 166 274 | 100   |                                | 155 576 | 100   | 45 |  |  |
|                               |                                 |         |       |                                |         |       |    |  |  |
| Fonte: Ministero dell'interno |                                 |         |       |                                |         |       |    |  |  |

### Aci Catena
|                                            | Raffaele Giuseppe Nicotra ✔️ Sindaco | 12 843 | 77,97 | Il Popolo della Libertà                                                         | 2 949  | 18,21 | 4  |  |  |
| Movimento per l'Autonomia                  | Raffaele Giuseppe Nicotra ✔️ Sindaco | 12 843 | 77,97 | 2 503                                                                           | 15,46  | 4     |    |  |  |
| Con Maesano                                | Raffaele Giuseppe Nicotra ✔️ Sindaco | 12 843 | 77,97 | 1 509                                                                           | 9,32   | 2     |    |  |  |
| Unione di Centro                           | Raffaele Giuseppe Nicotra ✔️ Sindaco | 12 843 | 77,97 | 1 467                                                                           | 9,06   | 2     |    |  |  |
| Lo Strappo                                 | Raffaele Giuseppe Nicotra ✔️ Sindaco | 12 843 | 77,97 | 1 263                                                                           | 7,80   | 2     |    |  |  |
| La Stella del Giorno-Uniti per Aci Catena  | Raffaele Giuseppe Nicotra ✔️ Sindaco | 12 843 | 77,97 | 1 229                                                                           | 7,59   | 1     |    |  |  |
| Votaci                                     | Raffaele Giuseppe Nicotra ✔️ Sindaco | 12 843 | 77,97 | 1 106                                                                           | 6,83   | 1     |    |  |  |
| Lombardo Presidente-Sicilia Forte e Libera | Raffaele Giuseppe Nicotra ✔️ Sindaco | 12 843 | 77,97 | 1 053                                                                           | 6,50   | 1     |    |  |  |
| Alleanza Tricolore                         | Raffaele Giuseppe Nicotra ✔️ Sindaco | 12 843 | 77,97 | 840                                                                             | 5,19   | 1     |    |  |  |
| C.D.C.                                     | Raffaele Giuseppe Nicotra ✔️ Sindaco | 12 843 | 77,97 | 620                                                                             | 3,83   | 1     |    |  |  |
| Centro Moderato Catenoto                   | Raffaele Giuseppe Nicotra ✔️ Sindaco | 12 843 | 77,97 | 391                                                                             | 2,42   | –     |    |  |  |
|                                            | Sebastiano Oliveri                   | 3 062  | 18,59 | Partito Democratico                                                             | 512    | 3,16  | 1  |  |  |
| Con Oliveri per Aci Catena                 | Sebastiano Oliveri                   | 3 062  | 18,59 | 453                                                                             | 2,80   | –     |    |  |  |
|                                            | Basilio Orfila                       | 567    | 3,44  | Sinistra Unita (Rifondazione Comunista-Comunisti Italiani-Sinistra Democratica) | 295    | 1,82  | –  |  |  |
| Totale                                     | Totale                               | 16 472 | 100   |                                                                                 | 16 190 | 100   | 20 |  |  |
|                                            |                                      |        |       |                                                                                 |        |       |    |  |  |
| Fonte: Ministero dell'interno              |                                      |        |       |                                                                                 |        |       |    |  |  |

### Aci Sant'Antonio
|                               | Giuseppe Cutuli ✔️ Sindaco | 7 508  | 71,19 | Movimento per l'Autonomia | 1 903  | 18,45 | 4  |  |  |
| Il Popolo della Libertà       | Giuseppe Cutuli ✔️ Sindaco | 7 508  | 71,19 | 1 296                     | 12,57  | 3     |    |  |  |
| Autonomia Santantonese        | Giuseppe Cutuli ✔️ Sindaco | 7 508  | 71,19 | 983                       | 9,53   | 2     |    |  |  |
| Autonomisti con Cutuli        | Giuseppe Cutuli ✔️ Sindaco | 7 508  | 71,19 | 976                       | 9,46   | 2     |    |  |  |
| Nuova Casalotto               | Giuseppe Cutuli ✔️ Sindaco | 7 508  | 71,19 | 790                       | 7,66   | 2     |    |  |  |
| Unione di Centro              | Giuseppe Cutuli ✔️ Sindaco | 7 508  | 71,19 | 762                       | 7,39   | 2     |    |  |  |
| Progredire Insieme            | Giuseppe Cutuli ✔️ Sindaco | 7 508  | 71,19 | 726                       | 7,04   | 1     |    |  |  |
| Il Paese che Vogliamo         | Giuseppe Cutuli ✔️ Sindaco | 7 508  | 71,19 | 559                       | 5,42   | 1     |    |  |  |
| La Terra che Amiamo           | Giuseppe Cutuli ✔️ Sindaco | 7 508  | 71,19 | 335                       | 3,25   | –     |    |  |  |
| Prospettiva Santantonese      | Giuseppe Cutuli ✔️ Sindaco | 7 508  | 71,19 | 294                       | 2,85   | –     |    |  |  |
|                               | Giuseppe Orazio Rocca      | 3 038  | 28,81 | Partito Democratico       | 795    | 7,71  | 2  |  |  |
| Cittattiva                    | Giuseppe Orazio Rocca      | 3 038  | 28,81 | 538                       | 5,22   | 1     |    |  |  |
| Frazioni Vive                 | Giuseppe Orazio Rocca      | 3 038  | 28,81 | 355                       | 3,44   | –     |    |  |  |
| Totale                        | Totale                     | 10 546 | 100   |                           | 10 312 | 100   | 20 |  |  |
|                               |                            |        |       |                           |        |       |    |  |  |
| Fonte: Ministero dell'interno |                            |        |       |                           |        |       |    |  |  |

### Adrano
| Candidati                     | Candidati                    | II turno         | II turno         | I turno | I turno | Liste                   | Voti   | %     | Seggi |
| Candidati                     | Candidati                    | Voti             | %                | Voti    | %       | Liste                   | Voti   | %     | Seggi |
| ----------------------------- | ---------------------------- | ---------------- | ---------------- | ------- | ------- | ----------------------- | ------ | ----- | ----- |
|                               | Giuseppe Ferrante ✔️ Sindaco | 10 452           | 57,84            | 6 667   | 30,60   | Giovani in Movimento    | 1 704  | 8,10  | 3     |
| Famiglia Lavoro Solidarietà   | Giuseppe Ferrante ✔️ Sindaco | 10 452           | 57,84            | 6 667   | 30,60   | 1 077                   | 5,12   | 2     |       |
| Unione di Centro              | Giuseppe Ferrante ✔️ Sindaco | 10 452           | 57,84            | 6 667   | 30,60   | 1 009                   | 4,80   | 1     |       |
| La Città che Cambia           | Giuseppe Ferrante ✔️ Sindaco | 10 452           | 57,84            | 6 667   | 30,60   | 886                     | 4,21   | 1     |       |
| Alleanza per Adrano           | Giuseppe Ferrante ✔️ Sindaco | 10 452           | 57,84            | 6 667   | 30,60   | 852                     | 4,05   | 1     |       |
| Europa Federale               | Giuseppe Ferrante ✔️ Sindaco | 10 452           | 57,84            | 6 667   | 30,60   | 87                      | 0,41   | –     |       |
|                               | Giovanni Bulla               | 7 618            | 42,16            | 9 990   | 45,85   | Il Popolo della Libertà | 4 909  | 23,33 | 8     |
| Lista Mancuso                 | Giovanni Bulla               | 7 618            | 42,16            | 9 990   | 45,85   | 2 490                   | 11,83  | 4     |       |
| Movimento per l'Autonomia     | Giovanni Bulla               | 7 618            | 42,16            | 9 990   | 45,85   | 1 334                   | 6,34   | 2     |       |
| Solidarietà Impegno Adrano    | Giovanni Bulla               | 7 618            | 42,16            | 9 990   | 45,85   | 1 137                   | 5,40   | 1     |       |
| Adrano per Vincere            | Giovanni Bulla               | 7 618            | 42,16            | 9 990   | 45,85   | 769                     | 3,65   | 1     |       |
| Adrano Siamo Noi              | Giovanni Bulla               | 7 618            | 42,16            | 9 990   | 45,85   | 727                     | 3,46   | 1     |       |
| Democratici Autonomisti       | Giovanni Bulla               | 7 618            | 42,16            | 9 990   | 45,85   | 372                     | 1,77   | –     |       |
|                               | Salvatore Liotta             | Salvatore Liotta | Salvatore Liotta | 5 133   | 23,56   | Partito Democratico (A) | 2 056  | 9,77  | 3     |
| Liotta Sindaco                | Salvatore Liotta             | Salvatore Liotta | Salvatore Liotta | 5 133   | 23,56   | 1 045                   | 4,97   | 2     |       |
| Rifondazione Comunista        | Salvatore Liotta             | Salvatore Liotta | Salvatore Liotta | 5 133   | 23,56   | 303                     | 1,44   | –     |       |
| Comunisti Italiani            | Salvatore Liotta             | Salvatore Liotta | Salvatore Liotta | 5 133   | 23,56   | 283                     | 1,35   | –     |       |
| Totale                        | Totale                       | 18 070           | 100              | 21 790  | 100     |                         | 21 040 | 100   | 30    |
|                               |                              |                  |                  |         |         |                         |        |       |       |
| Fonte: Ministero dell'interno |                              |                  |                  |         |         |                         |        |       |       |

### Biancavilla
| Candidati                                   | Candidati                    | II turno                | II turno                | I turno | I turno | Liste                              | Voti   | %     | Seggi |
| Candidati                                   | Candidati                    | Voti                    | %                       | Voti    | %       | Liste                              | Voti   | %     | Seggi |
| ------------------------------------------- | ---------------------------- | ----------------------- | ----------------------- | ------- | ------- | ---------------------------------- | ------ | ----- | ----- |
|                                             | Giuseppe Glorioso ✔️ Sindaco | 7 272                   | 62,27                   | 5 570   | 36,77   | Partito Democratico                | 3 045  | 20,86 | 7     |
| Democratici per Biancavilla                 | Giuseppe Glorioso ✔️ Sindaco | 7 272                   | 62,27                   | 5 570   | 36,77   | 949                                | 6,50   | 2     |       |
| Rifondazione Comunista                      | Giuseppe Glorioso ✔️ Sindaco | 7 272                   | 62,27                   | 5 570   | 36,77   | 366                                | 2,51   | –     |       |
|                                             | Salvatore Furnari            | 4 407                   | 37,73                   | 4 578   | 30,22   | Movimento per l'Autonomia          | 1 453  | 9,95  | 2     |
| Lombardo Presidente-Sicilia Forte e Libera  | Salvatore Furnari            | 4 407                   | 37,73                   | 4 578   | 30,22   | 1 170                              | 8,01   | 1     |       |
| Biancavilla per Vincere                     | Salvatore Furnari            | 4 407                   | 37,73                   | 4 578   | 30,22   | 743                                | 5,09   | 1     |       |
| Pennisi Lista Civica della Libertà          | Salvatore Furnari            | 4 407                   | 37,73                   | 4 578   | 30,22   | 727                                | 4,98   | 1     |       |
| Progetto Sicilia per Biancavilla            | Salvatore Furnari            | 4 407                   | 37,73                   | 4 578   | 30,22   | 537                                | 3,68   | –     |       |
| Amministrazione e Società                   | Salvatore Furnari            | 4 407                   | 37,73                   | 4 578   | 30,22   | 477                                | 3,27   | –     |       |
| Unione di Centro                            | Salvatore Furnari            | 4 407                   | 37,73                   | 4 578   | 30,22   | 401                                | 2,75   | –     |       |
|                                             | Mario Cantarella             | Mario Cantarella        | Mario Cantarella        | 4 090   | 27,00   | Il Popolo della Libertà            | 2 779  | 19,04 | 3     |
| Biancavilla Azzurra (A)                     | Mario Cantarella             | Mario Cantarella        | Mario Cantarella        | 4 090   | 27,00   | 891                                | 6,10   | 2     |       |
| Liberi di Essere con Cantarella Sindaco (A) | Mario Cantarella             | Mario Cantarella        | Mario Cantarella        | 4 090   | 27,00   | 416                                | 2,85   | 1     |       |
|                                             | Antonio Alfredo Portale      | Antonio Alfredo Portale | Antonio Alfredo Portale | 912     | 6,02    | Uniti per la Rinascita della Città | 645    | 4,42  | –     |
| Totale                                      | Totale                       | 11 679                  | 100                     | 15 150  | 100     |                                    | 14 599 | 100   | 20    |
|                                             |                              |                         |                         |         |         |                                    |        |       |       |
| Fonte: Ministero dell'interno               |                              |                         |                         |         |         |                                    |        |       |       |

### Giarre
| Candidati                               | Candidati                      | II turno                       | II turno                       | I turno | I turno | Liste                   | Voti   | %     | Seggi |
| Candidati                               | Candidati                      | Voti                           | %                              | Voti    | %       | Liste                   | Voti   | %     | Seggi |
| --------------------------------------- | ------------------------------ | ------------------------------ | ------------------------------ | ------- | ------- | ----------------------- | ------ | ----- | ----- |
|                                         | Concetta Sodano ✔️ Sindaca     | 6 820                          | 56,56                          | 8 511   | 48,61   | Il Popolo della Libertà | 3 446  | 20,36 | 5     |
| Movimento per l'Autonomia               | Concetta Sodano ✔️ Sindaca     | 6 820                          | 56,56                          | 8 511   | 48,61   | 2 439                   | 14,41  | 3     |       |
| Liberi e Democratici                    | Concetta Sodano ✔️ Sindaca     | 6 820                          | 56,56                          | 8 511   | 48,61   | 1 353                   | 8,00   | 2     |       |
| Giarre per Vincere                      | Concetta Sodano ✔️ Sindaca     | 6 820                          | 56,56                          | 8 511   | 48,61   | 1 301                   | 7,69   | 2     |       |
| Giarre Viva-Autonomisti                 | Concetta Sodano ✔️ Sindaca     | 6 820                          | 56,56                          | 8 511   | 48,61   | 1 089                   | 6,44   | 1     |       |
| Alleanza per Giarre-Forza Azzurri       | Concetta Sodano ✔️ Sindaca     | 6 820                          | 56,56                          | 8 511   | 48,61   | 510                     | 3,01   | –     |       |
| Unione di Centro                        | Concetta Sodano ✔️ Sindaca     | 6 820                          | 56,56                          | 8 511   | 48,61   | 596                     | 3,52   | –     |       |
|                                         | Salvatore Vitale               | 5 238                          | 43,44                          | 3 502   | 20,00   | Partito Democratico     | 1 281  | 7,57  | 1     |
| Vitale per Giarre                       | Salvatore Vitale               | 5 238                          | 43,44                          | 3 502   | 20,00   | 718                     | 4,24   | 1     |       |
| Rifondazione Comunista                  | Salvatore Vitale               | 5 238                          | 43,44                          | 3 502   | 20,00   | 250                     | 1,48   | –     |       |
|                                         | Mario Cavallaro                | Mario Cavallaro                | Mario Cavallaro                | 2 884   | 16,47   | Giarre Città Libera     | 1 058  | 6,25  | 1     |
| É Ora di Cambiare-Con Cavallaro Sindaco | Mario Cavallaro                | Mario Cavallaro                | Mario Cavallaro                | 2 884   | 16,47   | 688                     | 4,07   | 1     |       |
| Patto per Giarre                        | Mario Cavallaro                | Mario Cavallaro                | Mario Cavallaro                | 2 884   | 16,47   | 643                     | 3,80   | 1     |       |
|                                         | Giuseppe Dimitri Alessio Longo | Giuseppe Dimitri Alessio Longo | Giuseppe Dimitri Alessio Longo | 2 852   | 16,29   | Per Volare Alto         | 898    | 5,31  | 1     |
| La Giarre che Vorremmo                  | Giuseppe Dimitri Alessio Longo | Giuseppe Dimitri Alessio Longo | Giuseppe Dimitri Alessio Longo | 2 852   | 16,29   | 584                     | 3,45   | 1     |       |
| Una Casa per Giarre                     | Giuseppe Dimitri Alessio Longo | Giuseppe Dimitri Alessio Longo | Giuseppe Dimitri Alessio Longo | 2 852   | 16,29   | 68                      | 0,40   | –     |       |
| Totale                                  | Totale                         | 12 058                         | 100                            | 17 507  | 100     |                         | 16 922 | 100   | 20    |
|                                         |                                |                                |                                |         |         |                         |        |       |       |
| Fonte: Ministero dell'interno           |                                |                                |                                |         |         |                         |        |       |       |

### Grammichele
|                                    | Giuseppe Compagnone ✔️ Sindaco | 4 854 | 55,20 | Movimento per l'Autonomia            | 2 109 | 24,77 | 6  |  |  |
| Il Popolo della Libertà            | Giuseppe Compagnone ✔️ Sindaco | 4 854 | 55,20 | 1 215                                | 14,27 | 3     |    |  |  |
| Grammichele per Vincere            | Giuseppe Compagnone ✔️ Sindaco | 4 854 | 55,20 | 1 034                                | 12,14 | 3     |    |  |  |
| Per Grammichele-Compagnone Sindaco | Giuseppe Compagnone ✔️ Sindaco | 4 854 | 55,20 | 990                                  | 11,63 | 2     |    |  |  |
| Unione di Centro                   | Giuseppe Compagnone ✔️ Sindaco | 4 854 | 55,20 | 266                                  | 3,12  | –     |    |  |  |
| Città in Progresso                 | Giuseppe Compagnone ✔️ Sindaco | 4 854 | 55,20 | 262                                  | 3,08  | –     |    |  |  |
|                                    | Salvatore Giuseppe Canzoniere  | 2 176 | 24,74 | Canzoniere Sindaco                   | 691   | 8,12  | 1  |  |  |
| Grammichele Libera                 | Salvatore Giuseppe Canzoniere  | 2 176 | 24,74 | 349                                  | 4,10  | 1     |    |  |  |
|                                    | Angelo Barone                  | 1 559 | 17,73 | Partito Democratico                  | 784   | 9,21  | 2  |  |  |
| Qui e Adesso                       | Angelo Barone                  | 1 559 | 17,73 | 364                                  | 4,27  | 1     |    |  |  |
| Rifondazione Comunista             | Angelo Barone                  | 1 559 | 17,73 | 278                                  | 3,26  | –     |    |  |  |
|                                    | Giuseppe Terranova             | 205   | 2,33  | Associazione Culturale Grammichelese | 173   | 2,03  | –  |  |  |
| Totale                             | Totale                         | 8 794 | 100   |                                      | 8 515 | 100   | 20 |  |  |
|                                    |                                |       |       |                                      |       |       |    |  |  |
| Fonte: Ministero dell'interno      |                                |       |       |                                      |       |       |    |  |  |

### Gravina di Catania
| Candidati                     | Candidati                     | II turno     | II turno     | I turno | I turno | Liste                     | Voti   | %     | Seggi |
| Candidati                     | Candidati                     | Voti         | %            | Voti    | %       | Liste                     | Voti   | %     | Seggi |
| ----------------------------- | ----------------------------- | ------------ | ------------ | ------- | ------- | ------------------------- | ------ | ----- | ----- |
|                               | Domenico Rapisarda ✔️ Sindaco | 5 364        | 53,51        | 7 082   | 44,75   | Il Popolo della Libertà   | 3 803  | 24,86 | 8     |
| Insieme per Gravina           | Domenico Rapisarda ✔️ Sindaco | 5 364        | 53,51        | 7 082   | 44,75   | 1 575                     | 10,30  | 3     |       |
| Rapisarda Sindaco             | Domenico Rapisarda ✔️ Sindaco | 5 364        | 53,51        | 7 082   | 44,75   | 948                       | 6,20   | 1     |       |
| Democrazia Cristiana          | Domenico Rapisarda ✔️ Sindaco | 5 364        | 53,51        | 7 082   | 44,75   | 192                       | 1,26   | –     |       |
|                               | Maria Concetta Giuliano       | 4 660        | 46,49        | 6 873   | 43,43   | Movimento per l'Autonomia | 3 517  | 22,99 | 4     |
| Alleanza Gravinese            | Maria Concetta Giuliano       | 4 660        | 46,49        | 6 873   | 43,43   | 960                       | 6,28   | 1     |       |
| Solo Sicilia-Progetto Sicilia | Maria Concetta Giuliano       | 4 660        | 46,49        | 6 873   | 43,43   | 936                       | 6,12   | 1     |       |
| Democratici Autonomisti       | Maria Concetta Giuliano       | 4 660        | 46,49        | 6 873   | 43,43   | 926                       | 6,05   | 1     |       |
| Unione di Centro              | Maria Concetta Giuliano       | 4 660        | 46,49        | 6 873   | 43,43   | 690                       | 4,51   | –     |       |
|                               | Maria Sciuto                  | Maria Sciuto | Maria Sciuto | 1 869   | 11,81   | Partito Democratico       | 1 749  | 11,43 | 1     |
| Totale                        | Totale                        | 10 024       | 100          | 15 824  | 100     |                           | 15 296 | 100   | 20    |
|                               |                               |              |              |         |         |                           |        |       |       |
| Fonte: Ministero dell'interno |                               |              |              |         |         |                           |        |       |       |

### Mascali
| Candidati                        | Candidati                   | II turno              | II turno              | I turno | I turno | Liste                      | Voti  | %     | Seggi |
| Candidati                        | Candidati                   | Voti                  | %                     | Voti    | %       | Liste                      | Voti  | %     | Seggi |
| -------------------------------- | --------------------------- | --------------------- | --------------------- | ------- | ------- | -------------------------- | ----- | ----- | ----- |
|                                  | Filippo Monforte ✔️ Sindaco | 3 704                 | 52,85                 | 1 880   | 22,36   | Autonomia per Mascali      | 981   | 12,13 | 4     |
| Lista Mondello                   | Filippo Monforte ✔️ Sindaco | 3 704                 | 52,85                 | 1 880   | 22,36   | 547                        | 6,77  | 2     |       |
| Democratici Autonomisti          | Filippo Monforte ✔️ Sindaco | 3 704                 | 52,85                 | 1 880   | 22,36   | 315                        | 3,90  | 1     |       |
|                                  | Giuseppe Leonardo Cardillo  | 3 304                 | 47,15                 | 2 164   | 25,74   | Movimento per l'Autonomia  | 1 330 | 16,45 | 3     |
| Unione di Centro                 | Giuseppe Leonardo Cardillo  | 3 304                 | 47,15                 | 2 164   | 25,74   | 794                        | 9,82  | 1     |       |
| Mascali Sì                       | Giuseppe Leonardo Cardillo  | 3 304                 | 47,15                 | 2 164   | 25,74   | 202                        | 2,50  | –     |       |
|                                  | Biagio Susinni              | Biagio Susinni        | Biagio Susinni        | 1 835   | 21,83   | Mascali per le Libertà (A) | 935   | 11,56 | 4     |
| Unione Cittadina con Susinni (A) | Biagio Susinni              | Biagio Susinni        | Biagio Susinni        | 1 835   | 21,83   | 456                        | 5,64  | 1     |       |
|                                  | Alfio Maccarrone            | Alfio Maccarrone      | Alfio Maccarrone      | 1 556   | 18,51   | Progetto Sicilia (B)       | 818   | 10,12 | 2     |
| Movimento per Mascali            | Alfio Maccarrone            | Alfio Maccarrone      | Alfio Maccarrone      | 1 556   | 18,51   | 629                        | 7,78  | 1     |       |
| Forza Mascali (B)                | Alfio Maccarrone            | Alfio Maccarrone      | Alfio Maccarrone      | 1 556   | 18,51   | 356                        | 4,40  | –     |       |
|                                  | Carmelo Caltabiano          | Carmelo Caltabiano    | Carmelo Caltabiano    | 665     | 7,91    | Alleanza per Mascali       | 305   | 3,77  | 4     |
| Una Nuova Mascali                | Carmelo Caltabiano          | Carmelo Caltabiano    | Carmelo Caltabiano    | 665     | 7,91    | 197                        | 2,44  | –     |       |
|                                  | Franco Leonardo Sgroi       | Franco Leonardo Sgroi | Franco Leonardo Sgroi | 317     | 3,77    | Italia dei Valori          | 220   | 2,72  | –     |
| Totale                           | Totale                      | 7 008                 | 100                   | 8 407   | 100     |                            | 8 085 | 100   | 20    |
|                                  |                             |                       |                       |         |         |                            |       |       |       |
| Fonte: Ministero dell'interno    |                             |                       |                       |         |         |                            |       |       |       |

### Palagonia
| Candidati                     | Candidati                       | II turno       | II turno       | I turno | I turno | Liste                   | Voti   | %     | Seggi |
| Candidati                     | Candidati                       | Voti           | %              | Voti    | %       | Liste                   | Voti   | %     | Seggi |
| ----------------------------- | ------------------------------- | -------------- | -------------- | ------- | ------- | ----------------------- | ------ | ----- | ----- |
|                               | Francesco Calanducci ✔️ Sindaco | 4 445          | 50,17          | 4 536   | 43,59   | Unione di Centro        | 1 770  | 17,31 | 4     |
| Sviluppo Futuro               | Francesco Calanducci ✔️ Sindaco | 4 445          | 50,17          | 4 536   | 43,59   | 1 181                   | 11,55  | 3     |       |
| Movimento per l'Autonomia     | Francesco Calanducci ✔️ Sindaco | 4 445          | 50,17          | 4 536   | 43,59   | 1 176                   | 11,50  | 3     |       |
| Uniti per Crescere            | Francesco Calanducci ✔️ Sindaco | 4 445          | 50,17          | 4 536   | 43,59   | 780                     | 7,63   | 2     |       |
| Lista Santa Febronia          | Francesco Calanducci ✔️ Sindaco | 4 445          | 50,17          | 4 536   | 43,59   | 170                     | 1,66   | –     |       |
|                               | Gaetano Benincasa               | 4 414          | 49,83          | 3 864   | 37,13   | Il Popolo della Libertà | 2 064  | 20,18 | 3     |
| Progetto Palagonia            | Gaetano Benincasa               | 4 414          | 49,83          | 3 864   | 37,13   | 1 084                   | 10,60  | 2     |       |
| Palagonia Libera              | Gaetano Benincasa               | 4 414          | 49,83          | 3 864   | 37,13   | 631                     | 6,17   | 1     |       |
|                               | Gaetano Sipala                  | Gaetano Sipala | Gaetano Sipala | 2 007   | 19,29   | Partito Democratico (A) | 820    | 8,02  | 1     |
| Palagonia nel Cuore (A)       | Gaetano Sipala                  | Gaetano Sipala | Gaetano Sipala | 2 007   | 19,29   | 552                     | 5,40   | 1     |       |
| Totale                        | Totale                          | 8 859          | 100            | 10 407  | 100     |                         | 10 228 | 100   | 20    |
|                               |                                 |                |                |         |         |                         |        |       |       |
| Fonte: Ministero dell'interno |                                 |                |                |         |         |                         |        |       |       |

### Randazzo
| Candidati                                  | Candidati                            | II turno       | II turno       | I turno | I turno | Liste                       | Voti  | %     | Seggi |
| Candidati                                  | Candidati                            | Voti           | %              | Voti    | %       | Liste                       | Voti  | %     | Seggi |
| ------------------------------------------ | ------------------------------------ | -------------- | -------------- | ------- | ------- | --------------------------- | ----- | ----- | ----- |
|                                            | Ernesto Alfonso Del Campo ✔️ Sindaco | 4 255          | 61,82          | 3 539   | 45,71   | Il Popolo della Libertà     | 1 286 | 17,07 | 5     |
| Del Campo Sindaco                          | Ernesto Alfonso Del Campo ✔️ Sindaco | 4 255          | 61,82          | 3 539   | 45,71   | 982                         | 13,03 | 3     |       |
| Alleanza per Randazzo                      | Ernesto Alfonso Del Campo ✔️ Sindaco | 4 255          | 61,82          | 3 539   | 45,71   | 831                         | 11,03 | 3     |       |
| Vola Alto                                  | Ernesto Alfonso Del Campo ✔️ Sindaco | 4 255          | 61,82          | 3 539   | 45,71   | 481                         | 6,38  | 1     |       |
|                                            | Michele Mario Mangione               | 2 658          | 38,62          | 2 366   | 30,56   | Partito Democratico         | 684   | 9,08  | 2     |
| Protagonisti con Michele                   | Michele Mario Mangione               | 2 658          | 38,62          | 2 366   | 30,56   | 641                         | 8,51  | 2     |       |
| Italia dei Valori                          | Michele Mario Mangione               | 2 658          | 38,62          | 2 366   | 30,56   | 248                         | 3,29  | –     |       |
| Fantalista L'Amministrazione Possibile     | Michele Mario Mangione               | 2 658          | 38,62          | 2 366   | 30,56   | 242                         | 3,21  | –     |       |
|                                            | Antonino Lanza                       | Antonino Lanza | Antonino Lanza | 1 837   | 23,73   | Famiglia Lavoro Solidarietà | 595   | 7,90  | 2     |
| Movimento per l'Autonomia                  | Antonino Lanza                       | Antonino Lanza | Antonino Lanza | 1 837   | 23,73   | 588                         | 7,80  | 1     |       |
| Lombardo Presidente-Sicilia Forte e Libera | Antonino Lanza                       | Antonino Lanza | Antonino Lanza | 1 837   | 23,73   | 382                         | 5,07  | 1     |       |
| Democratici Autonomisti                    | Antonino Lanza                       | Antonino Lanza | Antonino Lanza | 1 837   | 23,73   | 294                         | 3,90  | –     |       |
| Unione di Centro                           | Antonino Lanza                       | Antonino Lanza | Antonino Lanza | 1 837   | 23,73   | 280                         | 3,72  | –     |       |
| Totale                                     | Totale                               | 6 883          | 100            | 7 742   | 100     |                             | 7 534 | 100   | 20    |
|                                            |                                      |                |                |         |         |                             |       |       |       |
| Fonte: Ministero dell'interno              |                                      |                |                |         |         |                             |       |       |       |

### Riposto
| Candidati                     | Candidati                                         | II turno                  | II turno                  | I turno | I turno | Liste                     | Voti  | %     | Seggi |
| Candidati                     | Candidati                                         | Voti                      | %                         | Voti    | %       | Liste                     | Voti  | %     | Seggi |
| ----------------------------- | ------------------------------------------------- | ------------------------- | ------------------------- | ------- | ------- | ------------------------- | ----- | ----- | ----- |
|                               | Carmelo Salvatore Sebastiano Spitaleri ✔️ Sindaco | 4 605                     | 56,09                     | 4 529   | 46,49   | Per Riposto               | 1 669 | 17,71 | 5     |
| Futura Riposto                | Carmelo Salvatore Sebastiano Spitaleri ✔️ Sindaco | 4 605                     | 56,09                     | 4 529   | 46,49   | 1 193                     | 12,66 | 3     |       |
| Per Una Città Vivibile        | Carmelo Salvatore Sebastiano Spitaleri ✔️ Sindaco | 4 605                     | 56,09                     | 4 529   | 46,49   | 675                       | 7,16  | 2     |       |
| Rifondazione Comunista        | Carmelo Salvatore Sebastiano Spitaleri ✔️ Sindaco | 4 605                     | 56,09                     | 4 529   | 46,49   | 346                       | 3,67  | 1     |       |
| Uniti per Riposto             | Carmelo Salvatore Sebastiano Spitaleri ✔️ Sindaco | 4 605                     | 56,09                     | 4 529   | 46,49   | 212                       | 2,25  | –     |       |
|                               | Maria Di Guardo                                   | 3 605                     | 43,91                     | 3 745   | 38,45   | Movimento per l'Autonomia | 1 693 | 17,96 | 4     |
| Il Popolo della Libertà       | Maria Di Guardo                                   | 3 605                     | 43,91                     | 3 745   | 38,45   | 1 384                     | 14,68 | 3     |       |
| La Nuova Riposto              | Maria Di Guardo                                   | 3 605                     | 43,91                     | 3 745   | 38,45   | 652                       | 6,92  | 1     |       |
| Nello Musumeci per Riposto    | Maria Di Guardo                                   | 3 605                     | 43,91                     | 3 745   | 38,45   | 148                       | 1,57  | –     |       |
| Unione di Centro              | Maria Di Guardo                                   | 3 605                     | 43,91                     | 3 745   | 38,45   | 139                       | 1,47  | –     |       |
|                               | Angelo Di Mauro                                   | Angelo Di Mauro           | Angelo Di Mauro           | 1 020   | 10,47   | Giovani Democratici (A)   | 332   | 3,52  | 3     |
| Riposto con Di Mauro Sindaco  | Angelo Di Mauro                                   | Angelo Di Mauro           | Angelo Di Mauro           | 1 020   | 10,47   | 555                       | 5,89  | –     |       |
|                               | Maurizio Salvatore Marano                         | Maurizio Salvatore Marano | Maurizio Salvatore Marano | 447     | 4,59    | L'Altra Riposto (B)       | 260   | 2,76  | –     |
| Riformisti per Riposto (B)    | Maurizio Salvatore Marano                         | Maurizio Salvatore Marano | Maurizio Salvatore Marano | 447     | 4,59    | 247                       | 2,62  | –     |       |
| Totale                        | Totale                                            | 8 210                     | 100                       | 9 741   | 100     |                           | 9 425 | 100   | 20    |
|                               |                                                   |                           |                           |         |         |                           |       |       |       |
| Fonte: Ministero dell'interno |                                                   |                           |                           |         |         |                           |       |       |       |

### San Gregorio di Catania
| Candidati                                       | Candidati                         | II turno               | II turno               | I turno | I turno | Liste                                          | Voti  | %     | Seggi |
| Candidati                                       | Candidati                         | Voti                   | %                      | Voti    | %       | Liste                                          | Voti  | %     | Seggi |
| ----------------------------------------------- | --------------------------------- | ---------------------- | ---------------------- | ------- | ------- | ---------------------------------------------- | ----- | ----- | ----- |
|                                                 | Remo Francesco Palermo ✔️ Sindaco | 2 464                  | 55,50                  | 2 359   | 37,05   | Per San Gregorio Remo Palermo Sindaco          | 1 159 | 19,75 | 4     |
| Partito Democratico                             | Remo Francesco Palermo ✔️ Sindaco | 2 464                  | 55,50                  | 2 359   | 37,05   | 709                                            | 12,08 | 2     |       |
| Rinnoviamo Insieme San Gregorio                 | Remo Francesco Palermo ✔️ Sindaco | 2 464                  | 55,50                  | 2 359   | 37,05   | 263                                            | 4,48  | 1     |       |
|                                                 | Paolo Capodicasa                  | 1 976                  | 44,50                  | 2 400   | 37,69   | Progetto San Gregorio                          | 847   | 14,43 | 3     |
| Movimento per l'Autonomia                       | Paolo Capodicasa                  | 1 976                  | 44,50                  | 2 400   | 37,69   | 753                                            | 12,83 | 3     |       |
| San Gregorio Riparti                            | Paolo Capodicasa                  | 1 976                  | 44,50                  | 2 400   | 37,69   | 652                                            | 11,11 | 1     |       |
| Nello Musumeci per Riposto                      | Paolo Capodicasa                  | 1 976                  | 44,50                  | 2 400   | 37,69   | 148                                            | 2,52  | –     |       |
| Unione di Centro                                | Paolo Capodicasa                  | 1 976                  | 44,50                  | 2 400   | 37,69   | 139                                            | 2,37  | –     |       |
|                                                 | Maria Novella Trantino            | Maria Novella Trantino | Maria Novella Trantino | 1 608   | 25,26   | Alleanza per San Gregorio Trantino Sindaco (A) | 889   | 15,15 | 3     |
| Sviluppo e Legalità-Civica per San Gregorio (A) | Maria Novella Trantino            | Maria Novella Trantino | Maria Novella Trantino | 1 608   | 25,26   | 386                                            | 6,58  | 1     |       |
| Totale                                          | Totale                            | 4 440                  | 100                    | 6 367   | 100     |                                                | 5 869 | 100   | 20    |
|                                                 |                                   |                        |                        |         |         |                                                |       |       |       |
| Fonte: Ministero dell'interno                   |                                   |                        |                        |         |         |                                                |       |       |       |

### Scordia
| Candidati                        | Candidati                 | II turno             | II turno             | I turno | I turno | Liste                         | Voti  | %     | Seggi |
| Candidati                        | Candidati                 | Voti                 | %                    | Voti    | %       | Liste                         | Voti  | %     | Seggi |
| -------------------------------- | ------------------------- | -------------------- | -------------------- | ------- | ------- | ----------------------------- | ----- | ----- | ----- |
|                                  | Angelo Agnello ✔️ Sindaco | 3 825                | 56,27                | 3 028   | 29,29   | Il Popolo della Libertà       | 1 116 | 11,59 | 5     |
| Lista Nello Musumeci per Scordia | Angelo Agnello ✔️ Sindaco | 3 825                | 56,27                | 3 028   | 29,29   | 657                           | 6,82  | 3     |       |
| Scordia per la Libertà           | Angelo Agnello ✔️ Sindaco | 3 825                | 56,27                | 3 028   | 29,29   | 642                           | 6,67  | 3     |       |
| Italia dei Valori                | Angelo Agnello ✔️ Sindaco | 3 825                | 56,27                | 3 028   | 29,29   | 295                           | 3,06  | 1     |       |
|                                  | Francesco Barchitta       | 2 973                | 43,73                | 2 569   | 24,85   | Barchitta Sindaco             | 788   | 8,18  | 1     |
| Rialzati Scordia                 | Francesco Barchitta       | 2 973                | 43,73                | 2 569   | 24,85   | 565                           | 5,87  | 2     |       |
| Unione di Centro                 | Francesco Barchitta       | 2 973                | 43,73                | 2 569   | 24,85   | 497                           | 5,16  | –     |       |
| Moderati                         | Francesco Barchitta       | 2 973                | 43,73                | 2 569   | 24,85   | 355                           | 3,69  | –     |       |
|                                  | Maria Rosa D'Imprima      | Maria Rosa D'Imprima | Maria Rosa D'Imprima | 2 419   | 23,40   | Movimento per l'Autonomia (A) | 1 420 | 14,74 | 2     |
| Maria Rosa D'Imprima Sindaco     | Maria Rosa D'Imprima      | Maria Rosa D'Imprima | Maria Rosa D'Imprima | 2 419   | 23,40   | 707                           | 7,34  | 1     |       |
| Scordia per Vincere              | Maria Rosa D'Imprima      | Maria Rosa D'Imprima | Maria Rosa D'Imprima | 2 419   | 23,40   | 409                           | 4,25  | –     |       |
|                                  | Maria Centamore           | Maria Centamore      | Maria Centamore      | 2 323   | 22,47   | Partito Democratico           | 915   | 9,50  | 2     |
| Maria Centamore Sindaco          | Maria Centamore           | Maria Centamore      | Maria Centamore      | 2 323   | 22,47   | 635                           | 6,59  | 1     |       |
| Rifondazione Comunista           | Maria Centamore           | Maria Centamore      | Maria Centamore      | 2 323   | 22,47   | 420                           | 4,36  | –     |       |
| Insieme per Scordia              | Maria Centamore           | Maria Centamore      | Maria Centamore      | 2 323   | 22,47   | 211                           | 2,19  | –     |       |
| Totale                           | Totale                    | 6 798                | 100                  | 10 339  | 100     |                               | 9 632 | 100   | 20    |
|                                  |                           |                      |                      |         |         |                               |       |       |       |
| Fonte: Ministero dell'interno    |                           |                      |                      |         |         |                               |       |       |       |

### Tremestieri Etneo
| Candidati                                | Candidati                  | II turno   | II turno   | I turno | I turno | Liste                     | Voti   | %     | Seggi |
| Candidati                                | Candidati                  | Voti       | %          | Voti    | %       | Liste                     | Voti   | %     | Seggi |
| ---------------------------------------- | -------------------------- | ---------- | ---------- | ------- | ------- | ------------------------- | ------ | ----- | ----- |
|                                          | Antonino Basile ✔️ Sindaco | 5 046      | 62,01      | 5 899   | 47,08   | Movimento per l'Autonomia | 2 219  | 19,22 | 5     |
| Azzurri per Tremestieri                  | Antonino Basile ✔️ Sindaco | 5 046      | 62,01      | 5 899   | 47,08   | 1 234                     | 10,69  | 3     |       |
| Unione di Centro                         | Antonino Basile ✔️ Sindaco | 5 046      | 62,01      | 5 899   | 47,08   | 1 070                     | 9,27   | 2     |       |
| Movimento Progresso Sviluppo Tremestieri | Antonino Basile ✔️ Sindaco | 5 046      | 62,01      | 5 899   | 47,08   | 870                       | 7,54   | 2     |       |
|                                          | Lucia Di Mauro             | 3 092      | 37,99      | 4 925   | 39,30   | Il Popolo della Libertà   | 2 469  | 21,38 | 4     |
| Tremestieri Etneo per la Libertà         | Lucia Di Mauro             | 3 092      | 37,99      | 4 925   | 39,30   | 756                       | 6,55   | 1     |       |
| Ama Tremestieri Ist                      | Lucia Di Mauro             | 3 092      | 37,99      | 4 925   | 39,30   | 707                       | 6,12   | 1     |       |
| Forza Tremestieri Etneo                  | Lucia Di Mauro             | 3 092      | 37,99      | 4 925   | 39,30   | 425                       | 3,68   | –     |       |
| Giovani Popolari                         | Lucia Di Mauro             | 3 092      | 37,99      | 4 925   | 39,30   | 362                       | 3,14   | –     |       |
|                                          | Maria Moro                 | Maria Moro | Maria Moro | 1 717   | 13,70   | Partito Democratico       | 1 110  | 9,61  | 2     |
| Rinnovamento Tremestieri                 | Maria Moro                 | Maria Moro | Maria Moro | 1 717   | 13,70   | 324                       | 2,81   | –     |       |
| Totale                                   | Totale                     | 8 138      | 100        | 12 531  | 100     |                           | 11 546 | 100   | 20    |
|                                          |                            |            |            |         |         |                           |        |       |       |
| Fonte: Ministero dell'interno            |                            |            |            |         |         |                           |        |       |       |

## Provincia regionale di Enna

### Leonforte
| Candidati                                                                  | Candidati                   | II turno             | II turno             | I turno | I turno | Liste                   | Voti  | %     | Seggi |
| Candidati                                                                  | Candidati                   | Voti                 | %                    | Voti    | %       | Liste                   | Voti  | %     | Seggi |
| -------------------------------------------------------------------------- | --------------------------- | -------------------- | -------------------- | ------- | ------- | ----------------------- | ----- | ----- | ----- |
|                                                                            | Giuseppe Bonanno ✔️ Sindaco | 4 338                | 53,65                | 4 386   | 48,15   | Partito Democratico     | 2 824 | 32,64 | 8     |
| Patto per Leonforte-Bonanno Sindaco                                        | Giuseppe Bonanno ✔️ Sindaco | 4 338                | 53,65                | 4 386   | 48,15   | 1 361                   | 15,73 | 4     |       |
| Sinistra Unita                                                             | Giuseppe Bonanno ✔️ Sindaco | 4 338                | 53,65                | 4 386   | 48,15   | 324                     | 3,74  | –     |       |
|                                                                            | Ones Benintende             | 3 748                | 46,35                | 3 420   | 37,55   | Il Popolo della Libertà | 1 358 | 15,69 | 3     |
| Movimento per l'Autonomia                                                  | Ones Benintende             | 3 748                | 46,35                | 3 420   | 37,55   | 920                     | 10,63 | 2     |       |
| Lista Civica per Ones Benintende-Uniti per Leonforte Difendiamo l'Ospedale | Ones Benintende             | 3 748                | 46,35                | 3 420   | 37,55   | 601                     | 6,95  | 1     |       |
| Unione di Centro                                                           | Ones Benintende             | 3 748                | 46,35                | 3 420   | 37,55   | 528                     | 6,10  | 1     |       |
|                                                                            | Francesco Ferragosto        | Francesco Ferragosto | Francesco Ferragosto | 1 303   | 14,30   | Alternativa Democratica | 718   | 8,30  | 1     |
| Legalità-Democrazia-Sviluppo                                               | Francesco Ferragosto        | Francesco Ferragosto | Francesco Ferragosto | 1 303   | 14,30   | 19                      | 0,22  | –     |       |
| Totale                                                                     | Totale                      | 8 086                | 100                  | 9 109   | 100     |                         | 8 653 | 100   | 20    |
|                                                                            |                             |                      |                      |         |         |                         |       |       |       |
| Fonte: Ministero dell'interno                                              |                             |                      |                      |         |         |                         |       |       |       |

### Piazza Armerina
| Candidati                                  | Candidati                          | II turno               | II turno               | I turno | I turno | Liste                            | Voti   | %     | Seggi |
| Candidati                                  | Candidati                          | Voti                   | %                      | Voti    | %       | Liste                            | Voti   | %     | Seggi |
| ------------------------------------------ | ---------------------------------- | ---------------------- | ---------------------- | ------- | ------- | -------------------------------- | ------ | ----- | ----- |
|                                            | Fausto Carmelo Nigrelli ✔️ Sindaco | 5 326                  | 50,35                  | 3 654   | 27,53   | Partito Democratico              | 1 730  | 13,47 | 7     |
| Piazza Democratica                         | Fausto Carmelo Nigrelli ✔️ Sindaco | 5 326                  | 50,35                  | 3 654   | 27,53   | 959                              | 7,47   | 3     |       |
| Cittadini per la Città                     | Fausto Carmelo Nigrelli ✔️ Sindaco | 5 326                  | 50,35                  | 3 654   | 27,53   | 544                              | 4,24   | 2     |       |
|                                            | Giuseppe Mattia                    | 5 253                  | 49,65                  | 4 624   | 34,84   | Unione di Centro                 | 1 487  | 11,58 | 2     |
| Movimento per l'Autonomia                  | Giuseppe Mattia                    | 5 253                  | 49,65                  | 4 624   | 34,84   | 1 477                            | 11,50  | 2     |       |
| Mattia Sindaco                             | Giuseppe Mattia                    | 5 253                  | 49,65                  | 4 624   | 34,84   | 1 305                            | 10,16  | 1     |       |
| Rinascita Armerina                         | Giuseppe Mattia                    | 5 253                  | 49,65                  | 4 624   | 34,84   | 722                              | 5,62   | –     |       |
| Amo Piazza                                 | Giuseppe Mattia                    | 5 253                  | 49,65                  | 4 624   | 34,84   | 685                              | 5,33   | –     |       |
|                                            | Maurizio Prestifilippo             | Maurizio Prestifilippo | Maurizio Prestifilippo | 2 980   | 22,45   | Il Popolo della Libertà          | 1 481  | 11,53 | 2     |
| Sindaco Prestifilippo                      | Maurizio Prestifilippo             | Maurizio Prestifilippo | Maurizio Prestifilippo | 2 980   | 22,45   | 555                              | 4,32   | 1     |       |
| Uniti per Piazza                           | Maurizio Prestifilippo             | Maurizio Prestifilippo | Maurizio Prestifilippo | 2 980   | 22,45   | 502                              | 3,91   | –     |       |
| Insieme per lo Sviluppo di Piazza Armerina | Maurizio Prestifilippo             | Maurizio Prestifilippo | Maurizio Prestifilippo | 2 980   | 22,45   | 250                              | 1,95   | –     |       |
| M.I.S.-I Liberal-Prestifilippo Sindaco     | Maurizio Prestifilippo             | Maurizio Prestifilippo | Maurizio Prestifilippo | 2 980   | 22,45   | 216                              | 1,68   | –     |       |
|                                            | Luigi Bascetta                     | Luigi Bascetta         | Luigi Bascetta         | 1 210   | 9,12    | Partito Comunista dei Lavoratori | 344    | 2,68  | –     |
|                                            | Giuseppe Di Prima                  | Giuseppe Di Prima      | Giuseppe Di Prima      | 805     | 6,06    | Progetto Città Nuova             | 584    | 4,55  | –     |
| Totale                                     | Totale                             | 10 579                 | 100                    | 13 273  | 100     |                                  | 12 841 | 100   | 20    |
|                                            |                                    |                        |                        |         |         |                                  |        |       |       |
| Fonte: Ministero dell'interno              |                                    |                        |                        |         |         |                                  |        |       |       |

### Troina
| Candidati                     | Candidati                                 | II turno                          | II turno                          | I turno | I turno | Liste                     | Voti  | %     | Seggi |
| Candidati                     | Candidati                                 | Voti                              | %                                 | Voti    | %       | Liste                     | Voti  | %     | Seggi |
| ----------------------------- | ----------------------------------------- | --------------------------------- | --------------------------------- | ------- | ------- | ------------------------- | ----- | ----- | ----- |
|                               | Salvatore Carchiolo Costantino ✔️ Sindaco | 3 300                             | 56,06                             | 2 700   | 42,06   | Movimento per l'Autonomia | 1 021 | 16,37 | 3     |
| Il Popolo della Libertà       | Salvatore Carchiolo Costantino ✔️ Sindaco | 3 300                             | 56,06                             | 2 700   | 42,06   | 995                       | 15,95 | 3     |       |
| Costantino Sindaco            | Salvatore Carchiolo Costantino ✔️ Sindaco | 3 300                             | 56,06                             | 2 700   | 42,06   | 338                       | 5,42  | 1     |       |
|                               | Giuseppe Massimo Vitaliano Scorciapino    | 2 587                             | 43,94                             | 3 150   | 49,07   | Partito Democratico       | 1 496 | 23,98 | 5     |
| Scorciapino Sindaco           | Giuseppe Massimo Vitaliano Scorciapino    | 2 587                             | 43,94                             | 3 150   | 49,07   | 617                       | 9,89  | 2     |       |
| Democratici per Troina        | Giuseppe Massimo Vitaliano Scorciapino    | 2 587                             | 43,94                             | 3 150   | 49,07   | 499                       | 8,00  | 2     |       |
| Partito Socialista            | Giuseppe Massimo Vitaliano Scorciapino    | 2 587                             | 43,94                             | 3 150   | 49,07   | 409                       | 6,56  | 1     |       |
| Sinistra Unita                | Giuseppe Massimo Vitaliano Scorciapino    | 2 587                             | 43,94                             | 3 150   | 49,07   | 314                       | 5,03  | 1     |       |
|                               | Nicola Domenico Antonio Schillaci         | Nicola Domenico Antonio Schillaci | Nicola Domenico Antonio Schillaci | 570     | 8,88    | Unione di Centro (A)      | 549   | 8,80  | 2     |
| Totale                        | Totale                                    | 5 887                             | 100                               | 6 420   | 100     |                           | 6 238 | 100   | 20    |
|                               |                                           |                                   |                                   |         |         |                           |       |       |       |
| Fonte: Ministero dell'interno |                                           |                                   |                                   |         |         |                           |       |       |       |

## Provincia regionale di Messina

### Messina
|                                    | Giuseppe Buzzanca ✔️ Sindaco | 73 572  | 50,95 | Il Popolo della Libertà  | 24 223  | 17,09 | 10 |  |  |
| Il Centro con D'Alia               | Giuseppe Buzzanca ✔️ Sindaco | 73 572  | 50,95 | 10 691                   | 7,54    | 4     |    |  |  |
| Movimento per l'Autonomia          | Giuseppe Buzzanca ✔️ Sindaco | 73 572  | 50,95 | 9 423                    | 6,65    | 4     |    |  |  |
| Unione di Centro                   | Giuseppe Buzzanca ✔️ Sindaco | 73 572  | 50,95 | 7 527                    | 5,31    | 3     |    |  |  |
| Rialzati Messina                   | Giuseppe Buzzanca ✔️ Sindaco | 73 572  | 50,95 | 6 837                    | 4,82    | 2     |    |  |  |
| Forza Azzurri                      | Giuseppe Buzzanca ✔️ Sindaco | 73 572  | 50,95 | 4 792                    | 3,38    | 2     |    |  |  |
| Gli Autonomisti del MPA            | Giuseppe Buzzanca ✔️ Sindaco | 73 572  | 50,95 | 3 424                    | 2,42    | 1     |    |  |  |
| Conservare il Futuro con Briguglio | Giuseppe Buzzanca ✔️ Sindaco | 73 572  | 50,95 | 3 225                    | 2,28    | 1     |    |  |  |
| Partito Repubblicano Italiano      | Giuseppe Buzzanca ✔️ Sindaco | 73 572  | 50,95 | 1 986                    | 1,40    | –     |    |  |  |
| Gioventù della Libertà-La Destra   | Giuseppe Buzzanca ✔️ Sindaco | 73 572  | 50,95 | 1 058                    | 0,75    | –     |    |  |  |
| Dicearco per l'Autonomia           | Giuseppe Buzzanca ✔️ Sindaco | 73 572  | 50,95 | 927                      | 0,65    | –     |    |  |  |
|                                    | Francantonio Genovese        | 55 791  | 38,64 | Partito Democratico      | 16 268  | 11,48 | 6  |  |  |
| Genovese Sindaco                   | Francantonio Genovese        | 55 791  | 38,64 | 11 122                   | 7,85    | 4     |    |  |  |
| Con Francantonio per Messina       | Francantonio Genovese        | 55 791  | 38,64 | 7 643                    | 5,39    | 2     |    |  |  |
| Democratici per Messina            | Francantonio Genovese        | 55 791  | 38,64 | 3 895                    | 2,75    | 1     |    |  |  |
| Voce Genovese Sindaco              | Francantonio Genovese        | 55 791  | 38,64 | 3 473                    | 2,45    | 1     |    |  |  |
| Ricostruire Messina                | Francantonio Genovese        | 55 791  | 38,64 | 2 804                    | 1,98    | 1     |    |  |  |
| Popolari Riformisti Socialisti     | Francantonio Genovese        | 55 791  | 38,64 | 2 691                    | 1,90    | 1     |    |  |  |
| ABC Messina con Genovese           | Francantonio Genovese        | 55 791  | 38,64 | 2 329                    | 1,64    | –     |    |  |  |
| La Mia Città con Genovese          | Francantonio Genovese        | 55 791  | 38,64 | 2 289                    | 1,61    | –     |    |  |  |
| Messina in Comune con Genovese     | Francantonio Genovese        | 55 791  | 38,64 | 1 157                    | 0,82    | –     |    |  |  |
| Italia dei Valori                  | Francantonio Genovese        | 55 791  | 38,64 | 1 020                    | 0,72    | –     |    |  |  |
|                                    | Fabio D'Amore                | 12 344  | 8,55  | Risorgimento Messinese   | 6 288   | 4,44  | 2  |  |  |
| Progetto per Messina               | Fabio D'Amore                | 12 344  | 8,55  | 1 339                    | 0,94    | –     |    |  |  |
| Fabio D'Amore Sindaco              | Fabio D'Amore                | 12 344  | 8,55  | 316                      | 0,22    | –     |    |  |  |
|                                    | Rosario Ansaldo Patti        | 1 277   | 0,88  | Rifondazione Comunista   | 1 009   | 0,71  | –  |  |  |
|                                    | Rosario Visicaro             | 947     | 0,66  | Alternativa in Movimento | 505     | 0,36  | –  |  |  |
|                                    | Filippo Clementi             | 458     | 0,32  | Forza Nuova              | 225     | 0,16  | –  |  |  |
| Totale                             | Totale                       | 144 389 | 100   |                          | 141 741 | 100   | 45 |  |  |
|                                    |                              |         |       |                          |         |       |    |  |  |
| Fonte: Ministero dell'interno      |                              |         |       |                          |         |       |    |  |  |

### Taormina
|                                                | Mauro Passalacqua ✔️ Sindaco | 4 300 | 56,77 | Alleanza Taormina       | 1 001 | 13,43 | 3  |  |  |
| Cittadini Liberi Uniti da un Patto Democratico | Mauro Passalacqua ✔️ Sindaco | 4 300 | 56,77 | 819                     | 10,98 | 2     |    |  |  |
| Primavera Taorminese                           | Mauro Passalacqua ✔️ Sindaco | 4 300 | 56,77 | 653                     | 8,76  | 2     |    |  |  |
| Giovani e Commercio Taormina 2008              | Mauro Passalacqua ✔️ Sindaco | 4 300 | 56,77 | 573                     | 7,69  | 2     |    |  |  |
| Autonomia Taorminese                           | Mauro Passalacqua ✔️ Sindaco | 4 300 | 56,77 | 564                     | 7,56  | 2     |    |  |  |
| Il Circolo di Taormina Alkantara City          | Mauro Passalacqua ✔️ Sindaco | 4 300 | 56,77 | 385                     | 5,16  | 1     |    |  |  |
| Diritto di Essere-Sicilia ai Siciliani         | Mauro Passalacqua ✔️ Sindaco | 4 300 | 56,77 | 198                     | 2,66  | –     |    |  |  |
|                                                | Carmelo Briguglio            | 3 485 | 46,01 | Il Popolo della Libertà | 532   | 7,14  | 1  |  |  |
| Conservare il Futuro con Briguglio             | Carmelo Briguglio            | 3 485 | 46,01 | 467                     | 6,26  | 1     |    |  |  |
| Taormina Unita                                 | Carmelo Briguglio            | 3 485 | 46,01 | 455                     | 6,10  | 1     |    |  |  |
| Taormina Domani                                | Carmelo Briguglio            | 3 485 | 46,01 | 448                     | 6,01  | 1     |    |  |  |
| Unione di Centro                               | Carmelo Briguglio            | 3 485 | 46,01 | 366                     | 4,91  | 1     |    |  |  |
| Azzurri per Taormina                           | Carmelo Briguglio            | 3 485 | 46,01 | 346                     | 4,64  | 1     |    |  |  |
| Il Centro con D'Alia                           | Carmelo Briguglio            | 3 485 | 46,01 | 329                     | 4,41  | 1     |    |  |  |
| Risveglio Taormine                             | Carmelo Briguglio            | 3 485 | 46,01 | 329                     | 4,41  | 1     |    |  |  |
| Totale                                         | Totale                       | 7 574 | 100   |                         | 7 456 | 100   | 20 |  |  |
|                                                |                              |       |       |                         |       |       |    |  |  |
| Fonte: Ministero dell'interno                  |                              |       |       |                         |       |       |    |  |  |

## Provincia regionale di Ragusa

### Comiso
|                               | Giuseppe Alfano ✔️ Sindaco | 10 257 | 52,96 | Il Popolo della Libertà   | 3 291  | 17,59 | 5  |  |  |
| Alfano Sindaco                | Giuseppe Alfano ✔️ Sindaco | 10 257 | 52,96 | 2 463                     | 13,16  | 3     |    |  |  |
| Unione di Centro              | Giuseppe Alfano ✔️ Sindaco | 10 257 | 52,96 | 1 431                     | 7,65   | 2     |    |  |  |
| La Lista del Cuore            | Giuseppe Alfano ✔️ Sindaco | 10 257 | 52,96 | 979                       | 5,23   | 1     |    |  |  |
| La Torre                      | Giuseppe Alfano ✔️ Sindaco | 10 257 | 52,96 | 715                       | 3,82   | 1     |    |  |  |
| Partito Repubblicano Italiano | Giuseppe Alfano ✔️ Sindaco | 10 257 | 52,96 | 236                       | 1,26   | –     |    |  |  |
| Idea di Centro                | Giuseppe Alfano ✔️ Sindaco | 10 257 | 52,96 | 205                       | 1,10   | –     |    |  |  |
| Alleanza Popolare Italiana    | Giuseppe Alfano ✔️ Sindaco | 10 257 | 52,96 | 143                       | 0,76   | –     |    |  |  |
|                               | Luigi Bellassai            | 8 528  | 44,03 | Lista Spiga               | 3 021  | 16,14 | 3  |  |  |
| Partito Democratico           | Luigi Bellassai            | 8 528  | 44,03 | 2 854                     | 15,25  | 3     |    |  |  |
| Per Gigi Sindaco              | Luigi Bellassai            | 8 528  | 44,03 | 1 347                     | 7,20   | 1     |    |  |  |
| Il Girasole                   | Luigi Bellassai            | 8 528  | 44,03 | 765                       | 4,09   | 1     |    |  |  |
| Unità Riformista              | Luigi Bellassai            | 8 528  | 44,03 | 292                       | 1,56   | –     |    |  |  |
| Rifondazione Comunista        | Luigi Bellassai            | 8 528  | 44,03 | 245                       | 1,31   | –     |    |  |  |
|                               | Antonio Digiacomo          | 582    | 3,01  | Movimento per l'Autonomia | 727    | 3,88  | –  |  |  |
| Totale                        | Totale                     | 19 367 | 100   |                           | 18 714 | 100   | 20 |  |  |
|                               |                            |        |       |                           |        |       |    |  |  |
| Fonte: Ministero dell'interno |                            |        |       |                           |        |       |    |  |  |

### Modica
| Candidati                       | Candidati                   | II turno        | II turno        | I turno | I turno | Liste                         | Voti   | %     | Seggi |
| Candidati                       | Candidati                   | Voti            | %               | Voti    | %       | Liste                         | Voti   | %     | Seggi |
| ------------------------------- | --------------------------- | --------------- | --------------- | ------- | ------- | ----------------------------- | ------ | ----- | ----- |
|                                 | Antonino Buscema ✔️ Sindaco | 17 009          | 65,76           | 12 497  | 38,07   | Partito Democratico           | 3 537  | 11,19 | 5     |
| Buscema Sindaco                 | Antonino Buscema ✔️ Sindaco | 17 009          | 65,76           | 12 497  | 38,07   | 2 053                         | 6,49   | 2     |       |
| Una Nuova Prospettiva           | Antonino Buscema ✔️ Sindaco | 17 009          | 65,76           | 12 497  | 38,07   | 1 298                         | 4,11   | 1     |       |
| Centro Sinistra-Buscema Sindaco | Antonino Buscema ✔️ Sindaco | 17 009          | 65,76           | 12 497  | 38,07   | 1 201                         | 3,80   | 1     |       |
|                                 | Giovanni Scucces            | 8 856           | 34,24           | 12 497  | 38,07   | Il Popolo della Libertà       | 4 904  | 15,51 | 4     |
| Unione di Centro                | Giovanni Scucces            | 8 856           | 34,24           | 12 497  | 38,07   | 4 328                         | 13,69  | 4     |       |
| I Popolari                      | Giovanni Scucces            | 8 856           | 34,24           | 12 497  | 38,07   | 2 230                         | 7,05   | 2     |       |
| Idea di Centro                  | Giovanni Scucces            | 8 856           | 34,24           | 12 497  | 38,07   | 1 387                         | 4,39   | 1     |       |
| Modica in Primo Piano           | Giovanni Scucces            | 8 856           | 34,24           | 12 497  | 38,07   | 1 230                         | 3,89   | 1     |       |
| Scucces Sindaco                 | Giovanni Scucces            | 8 856           | 34,24           | 12 497  | 38,07   | 987                           | 3,12   | –     |       |
| Alleanza Azzurra per Modica     | Giovanni Scucces            | 8 856           | 34,24           | 12 497  | 38,07   | 962                           | 3,04   | –     |       |
|                                 | Vincenzo Scarso             | Vincenzo Scarso | Vincenzo Scarso | 7 812   | 23,80   | Movimento per l'Autonomia (A) | 4 144  | 13,11 | 6     |
| Modica Forte e Libera (A)       | Vincenzo Scarso             | Vincenzo Scarso | Vincenzo Scarso | 7 812   | 23,80   | 1 414                         | 4,47   | 2     |       |
| Al Centro per Modica (A)        | Vincenzo Scarso             | Vincenzo Scarso | Vincenzo Scarso | 7 812   | 23,80   | 1 311                         | 4,15   | 1     |       |
| Modica Autonomista (A)          | Vincenzo Scarso             | Vincenzo Scarso | Vincenzo Scarso | 7 812   | 23,80   | 626                           | 1,98   | –     |       |
| Totale                          | Totale                      | 25 865          | 100             | 32 827  | 100     |                               | 31 612 | 100   | 30    |
|                                 |                             |                 |                 |         |         |                               |        |       |       |
| Fonte: Ministero dell'interno   |                             |                 |                 |         |         |                               |        |       |       |

### Scicli
|                               | Giovanni Venticinque ✔️ Sindaco | 7 949  | 50,02 | Unione di Centro          | 2 423  | 16,32 | 4  |  |  |
| Il Popolo della Libertà       | Giovanni Venticinque ✔️ Sindaco | 7 949  | 50,02 | 1 737                     | 11,70  | 3     |    |  |  |
| Idea di Centro                | Giovanni Venticinque ✔️ Sindaco | 7 949  | 50,02 | 1 263                     | 8,50   | 2     |    |  |  |
| Scicli e Tu                   | Giovanni Venticinque ✔️ Sindaco | 7 949  | 50,02 | 1 181                     | 7,95   | 2     |    |  |  |
| Progetto Scicli               | Giovanni Venticinque ✔️ Sindaco | 7 949  | 50,02 | 974                       | 6,56   | 1     |    |  |  |
| Movimento 25 Aprile           | Giovanni Venticinque ✔️ Sindaco | 7 949  | 50,02 | 833                       | 5,61   | 1     |    |  |  |
| Donnalucata Terra Mia         | Giovanni Venticinque ✔️ Sindaco | 7 949  | 50,02 | 537                       | 3,62   | –     |    |  |  |
|                               | Francesco Susino                | 2 935  | 18,47 | Patto per Scicli          | 1 035  | 6,97  | 2  |  |  |
| Liberi e Concreti             | Francesco Susino                | 2 935  | 18,47 | 459                       | 3,09   | –     |    |  |  |
|                               | Venera Padua                    | 2 574  | 16,20 | Partito Democratico       | 1 448  | 9,75  | 3  |  |  |
| I Comunisti per Scicli        | Venera Padua                    | 2 574  | 16,20 | 480                       | 3,23   | –     |    |  |  |
| Partito Socialista            | Venera Padua                    | 2 574  | 16,20 | 278                       | 1,87   | –     |    |  |  |
|                               | Pietro Aquilino                 | 1 439  | 9,05  | Movimento per l'Autonomia | 1 065  | 7,17  | 1  |  |  |
|                               | Vincenzo Giannone               | 672    | 4,23  | Città Aperta              | 487    | 3,28  | 1  |  |  |
| Insieme per Jungi             | Vincenzo Giannone               | 672    | 4,23  | 263                       | 1,77   | –     |    |  |  |
|                               | Bernaddetta Assunta Alfieri     | 323    | 2,03  | Italia dei Valori         | 378    | 2,55  | –  |  |  |
| Totale                        | Totale                          | 15 892 | 100   |                           | 14 851 | 100   | 20 |  |  |
|                               |                                 |        |       |                           |        |       |    |  |  |
| Fonte: Ministero dell'interno |                                 |        |       |                           |        |       |    |  |  |

## Provincia regionale di Siracusa

### Siracusa
|                                                         | Roberto Visentin ✔️ Sindaco | 38 735 | 56,64 | Il Popolo della Libertà            | 19 101 | 29,39 | 13 |  |  |
| Unione di Centro                                        | Roberto Visentin ✔️ Sindaco | 38 735 | 56,64 | 9 860                              | 15,17  | 6     |    |  |  |
| Alleanza Azzurra                                        | Roberto Visentin ✔️ Sindaco | 38 735 | 56,64 | 6 400                              | 9,85   | 4     |    |  |  |
| Movimento per l'Autonomia                               | Roberto Visentin ✔️ Sindaco | 38 735 | 56,64 | 5 102                              | 7,85   | 3     |    |  |  |
| No Acqua Salata-Pensionati Uniti                        | Roberto Visentin ✔️ Sindaco | 38 735 | 56,64 | 1 503                              | 2,31   | 1     |    |  |  |
|                                                         | Roberto De Benedictis       | 22 522 | 32,93 | Partito Democratico                | 11 399 | 17,54 | 8  |  |  |
| De Benedictis Sindaco                                   | Roberto De Benedictis       | 22 522 | 32,93 | 3 445                              | 5,30   | 2     |    |  |  |
| La Sinistra (Rifondazione Comunista-Comunisti Italiani) | Roberto De Benedictis       | 22 522 | 32,93 | 1 418                              | 2,18   | 1     |    |  |  |
| Riformisti (Partito Socialista-Italia dei Valori)       | Roberto De Benedictis       | 22 522 | 32,93 | 2 184                              | 3,36   | 1     |    |  |  |
|                                                         | Antonello Liuzzo            | 3 648  | 5,33  | Polietica Cristiana                | 2 761  | 4,25  | 1  |  |  |
|                                                         | Francesco Greco             | 2 665  | 3,90  | Lista Franco Greco                 | 206    | 0,32  | 1  |  |  |
|                                                         | Giuseppe Giganti            | 456    | 0,67  | Nuovo MSI                          | 342    | 0,53  | –  |  |  |
|                                                         | Salvatore Carcò             | 360    | 0,53  | Io non Voto i Soliti Pupi e Pupari | 280    | 0,43  | –  |  |  |
| Totale                                                  | Totale                      | 68 386 | 100   |                                    | 64 981 | 100   | 40 |  |  |
|                                                         |                             |        |       |                                    |        |       |    |  |  |
| Fonte: Ministero dell'interno                           |                             |        |       |                                    |        |       |    |  |  |

### Augusta
| Candidati                      | Candidati                              | II turno         | II turno         | I turno | I turno | Liste                            | Voti   | %     | Seggi |
| Candidati                      | Candidati                              | Voti             | %                | Voti    | %       | Liste                            | Voti   | %     | Seggi |
| ------------------------------ | -------------------------------------- | ---------------- | ---------------- | ------- | ------- | -------------------------------- | ------ | ----- | ----- |
|                                | Massimo Sebastiano Carrubba ✔️ Sindaco | 8 628            | 50,88            | 6 853   | 30,85   | Democratici per Massimo Carrubba | 3 362  | 15,99 | 9     |
| Partito Democratico            | Massimo Sebastiano Carrubba ✔️ Sindaco | 8 628            | 50,88            | 6 853   | 30,85   | 2 277                            | 10,83  | 6     |       |
| Liberalsocialisti              | Massimo Sebastiano Carrubba ✔️ Sindaco | 8 628            | 50,88            | 6 853   | 30,85   | 1 183                            | 5,63   | 3     |       |
|                                | Domenico Stella                        | 8 331            | 49,12            | 6 486   | 29,20   | Il Popolo della Libertà          | 3 336  | 15,86 | 3     |
| Unione di Centro               | Domenico Stella                        | 8 331            | 49,12            | 6 486   | 29,20   | 2 496                            | 11,87  | 2     |       |
| Augusta nel Cuore              | Domenico Stella                        | 8 331            | 49,12            | 6 486   | 29,20   | 1 034                            | 4,92   | 1     |       |
|                                | Giacinto Franco                        | Giacinto Franco  | Giacinto Franco  | 3 213   | 14,47   | Augusta agli Augustani (A)       | 1 390  | 6,61  | 1     |
|                                | Rosario Salmeri                        | Rosario Salmeri  | Rosario Salmeri  | 2 347   | 10,57   | I Riformisti-Salmeri per Augusta | 1 285  | 6,11  | 2     |
| Moderati Cattolici per Augusta | Rosario Salmeri                        | Rosario Salmeri  | Rosario Salmeri  | 2 347   | 10,57   | 963                              | 4,58   | 1     |       |
| La Sinistra l'Arcobaleno       | Rosario Salmeri                        | Rosario Salmeri  | Rosario Salmeri  | 2 347   | 10,57   | 466                              | 2,22   | –     |       |
| Italia dei Valori              | Rosario Salmeri                        | Rosario Salmeri  | Rosario Salmeri  | 2 347   | 10,57   | 452                              | 2,15   | –     |       |
|                                | Vincenzo Inzolia                       | Vincenzo Inzolia | Vincenzo Inzolia | 2 023   | 9,11    | L'Altra Augusta                  | 962    | 4,57  | 1     |
| Lista Civica per Augusta       | Vincenzo Inzolia                       | Vincenzo Inzolia | Vincenzo Inzolia | 2 023   | 9,11    | 738                              | 3,51   | –     |       |
|                                | Rosa Valvo                             | Rosa Valvo       | Rosa Valvo       | 1 289   | 5,80    | Rosa Valvo Sindaco (A)           | 1 087  | 5,17  | 1     |
| Totale                         | Totale                                 | 16 959           | 100              | 22 211  | 100     |                                  | 21 031 | 100   | 30    |
|                                |                                        |                  |                  |         |         |                                  |        |       |       |
| Fonte: Ministero dell'interno  |                                        |                  |                  |         |         |                                  |        |       |       |

### Carlentini
|                               | Giuseppe Basso ✔️ Sindaco | 8 242  | 76,52 | Unione di Centro              | 2 533  | 24,52 | 6  |  |  |
| Il Popolo della Libertà       | Giuseppe Basso ✔️ Sindaco | 8 242  | 76,52 | 2 079                         | 20,12  | 4     |    |  |  |
| Movimento per l'Autonomia     | Giuseppe Basso ✔️ Sindaco | 8 242  | 76,52 | 1 451                         | 14,05  | 3     |    |  |  |
| Partito Democratico           | Giuseppe Basso ✔️ Sindaco | 8 242  | 76,52 | 933                           | 9,03   | 2     |    |  |  |
| Basso Sindaco                 | Giuseppe Basso ✔️ Sindaco | 8 242  | 76,52 | 924                           | 8,94   | 2     |    |  |  |
| Città Democratica             | Giuseppe Basso ✔️ Sindaco | 8 242  | 76,52 | 768                           | 7,43   | 1     |    |  |  |
|                               | Angelo Carveni            | 1 925  | 17,87 | La Sinistra per Carlentini    | 1 110  | 10,74 | 2  |  |  |
|                               | Antonio Sebastiano Alesci | 490    | 4,55  | I Moderati                    | 443    | 4,29  | –  |  |  |
|                               | Alessandro Vega           | 114    | 1,06  | Partito Autonomista Siciliano | 90     | 0,87  | –  |  |  |
| Totale                        | Totale                    | 10 771 | 100   |                               | 10 331 | 100   | 20 |  |  |
|                               |                           |        |       |                               |        |       |    |  |  |
| Fonte: Ministero dell'interno |                           |        |       |                               |        |       |    |  |  |

### Francofonte
|                                      | Giuseppe Castania ✔️ Sindaco | 6 862 | 81,68 | Unione di Centro       | 2 034 | 25,20 | 6  |  |  |
| Vivi Francofonte                     | Giuseppe Castania ✔️ Sindaco | 6 862 | 81,68 | 1 279                  | 15,85 | 3     |    |  |  |
| Il Popolo della Libertà              | Giuseppe Castania ✔️ Sindaco | 6 862 | 81,68 | 1 126                  | 13,95 | 3     |    |  |  |
| Obiettivo Francofonte                | Giuseppe Castania ✔️ Sindaco | 6 862 | 81,68 | 1 097                  | 13,59 | 3     |    |  |  |
| Movimento per l'Autonomia            | Giuseppe Castania ✔️ Sindaco | 6 862 | 81,68 | 956                    | 11,84 | 2     |    |  |  |
| Lista Nello Musumeci per Francofonte | Giuseppe Castania ✔️ Sindaco | 6 862 | 81,68 | 354                    | 4,39  | 1     |    |  |  |
|                                      | Salvatore Salafia            | 1 159 | 13,80 | Partito Democratico    | 668   | 8,28  | 2  |  |  |
| Italia dei Valori                    | Salvatore Salafia            | 1 159 | 13,80 | 316                    | 3,92  | –     |    |  |  |
|                                      | Gaetana Russo                | 380   | 4,52  | Rifondazione Comunista | 241   | 2,99  | –  |  |  |
| Totale                               | Totale                       | 8 401 | 100   |                        | 8 071 | 100   | 20 |  |  |
|                                      |                              |       |       |                        |       |       |    |  |  |
| Fonte: Ministero dell'interno        |                              |       |       |                        |       |       |    |  |  |

### Priolo Gargallo
| Candidati                     | Candidati                  | II turno        | II turno        | I turno | I turno | Liste                | Voti  | %     | Seggi |
| Candidati                     | Candidati                  | Voti            | %               | Voti    | %       | Liste                | Voti  | %     | Seggi |
| ----------------------------- | -------------------------- | --------------- | --------------- | ------- | ------- | -------------------- | ----- | ----- | ----- |
|                               | Antonello Rizza ✔️ Sindaco | 3 759           | 51,16           | 3 033   | 37,07   | Rinascita Priolese   | 755   | 9,42  | 3     |
| Unione di Centro              | Antonello Rizza ✔️ Sindaco | 3 759           | 51,16           | 3 033   | 37,07   | 638                  | 7,96  | 2     |       |
| Il Popolo della Libertà       | Antonello Rizza ✔️ Sindaco | 3 759           | 51,16           | 3 033   | 37,07   | 493                  | 6,15  | 1     |       |
| Con Rizza per Priolo          | Antonello Rizza ✔️ Sindaco | 3 759           | 51,16           | 3 033   | 37,07   | 401                  | 5,00  | 1     |       |
| Libera Democrazia             | Antonello Rizza ✔️ Sindaco | 3 759           | 51,16           | 3 033   | 37,07   | 379                  | 4,73  | 1     |       |
| Forza per Priolo              | Antonello Rizza ✔️ Sindaco | 3 759           | 51,16           | 3 033   | 37,07   | 329                  | 4,10  | 1     |       |
| Ora...Noi Donne per Priolo    | Antonello Rizza ✔️ Sindaco | 3 759           | 51,16           | 3 033   | 37,07   | 307                  | 3,83  | 1     |       |
| La Sorgente                   | Antonello Rizza ✔️ Sindaco | 3 759           | 51,16           | 3 033   | 37,07   | 224                  | 2,79  | –     |       |
| Movimento per l'Autonomia     | Antonello Rizza ✔️ Sindaco | 3 759           | 51,16           | 3 033   | 37,07   | 153                  | 1,91  | –     |       |
|                               | Luigi Toppi                | 3 589           | 48,84           | 2 862   | 34,98   | Con Toppi per Priolo | 923   | 11,51 | 3     |
| Partito Democratico           | Luigi Toppi                | 3 589           | 48,84           | 2 862   | 34,98   | 582                  | 7,26  | 1     |       |
| Italia dei Valori             | Luigi Toppi                | 3 589           | 48,84           | 2 862   | 34,98   | 486                  | 6,06  | 1     |       |
| Movimenti Democratici         | Luigi Toppi                | 3 589           | 48,84           | 2 862   | 34,98   | 476                  | 5,94  | 1     |       |
| Cittadini Attivi              | Luigi Toppi                | 3 589           | 48,84           | 2 862   | 34,98   | 417                  | 5,20  | 1     |       |
|                               | Orazio Valenti             | Orazio Valenti  | Orazio Valenti  | 1 752   | 21,41   | Valenti Sindaco (A)  | 494   | 6,16  | 2     |
| Sinistra per Priolo           | Orazio Valenti             | Orazio Valenti  | Orazio Valenti  | 1 752   | 21,41   | 294                  | 3,67  | 1     |       |
| Progresso Priolese            | Orazio Valenti             | Orazio Valenti  | Orazio Valenti  | 1 752   | 21,41   | 229                  | 2,86  | –     |       |
| La Scalinata                  | Orazio Valenti             | Orazio Valenti  | Orazio Valenti  | 1 752   | 21,41   | 227                  | 2,83  | –     |       |
|                               | Angelo Musumeci            | Angelo Musumeci | Angelo Musumeci | 535     | 6,54    | Il Faro (B)          | 211   | 2,63  | –     |
| Totale                        | Totale                     | 7 348           | 100             | 8 182   | 100     |                      | 8 018 | 100   | 20    |
|                               |                            |                 |                 |         |         |                      |       |       |       |
| Fonte: Ministero dell'interno |                            |                 |                 |         |         |                      |       |       |       |

### Rosolini
|                               | Antonino Savarino ✔️ Sindaco | 9 110  | 66,69 | Il Popolo della Libertà                    | 2 575  | 19,48 | 5  |  |  |
| Movimento per l'Autonomia     | Antonino Savarino ✔️ Sindaco | 9 110  | 66,69 | 1 682                                      | 12,72  | 3     |    |  |  |
| Insieme per Servire           | Antonino Savarino ✔️ Sindaco | 9 110  | 66,69 | 1 524                                      | 11,53  | 3     |    |  |  |
| Unione di Centro              | Antonino Savarino ✔️ Sindaco | 9 110  | 66,69 | 1 273                                      | 9,63   | 2     |    |  |  |
| Aria Nuova                    | Antonino Savarino ✔️ Sindaco | 9 110  | 66,69 | 1 200                                      | 9,08   | 2     |    |  |  |
| Artigiani per Rosolini        | Antonino Savarino ✔️ Sindaco | 9 110  | 66,69 | 875                                        | 6,62   | 1     |    |  |  |
| Nuova Alleanza                | Antonino Savarino ✔️ Sindaco | 9 110  | 66,69 | 642                                        | 4,86   | 1     |    |  |  |
| Lista Gennuso per Rosolini    | Antonino Savarino ✔️ Sindaco | 9 110  | 66,69 | 395                                        | 2,99   | –     |    |  |  |
|                               | Corrado Assenza              | 2 201  | 16,11 | Partito Democratico                        | 542    | 4,10  | 1  |  |  |
| Alleanza Democratica          | Corrado Assenza              | 2 201  | 16,11 | 497                                        | 3,76   | 1     |    |  |  |
| Corrado Assenza Sindaco       | Corrado Assenza              | 2 201  | 16,11 | 419                                        | 3,17   | –     |    |  |  |
|                               | Concetta Cicciarella         | 1 283  | 9,39  | Italia dei Valori                          | 552    | 4,18  | 1  |  |  |
| UDEUR                         | Concetta Cicciarella         | 1 283  | 9,39  | 143                                        | 1,08   | –     |    |  |  |
|                               | Pietro Azzaro                | 551    | 4,03  | Liberi di Scegliere-Prospettiva Rosolinese | 315    | 2,38  | –  |  |  |
|                               | Angelo Spadaro               | 336    | 2,46  | Per Rosolini-Moderati e Autonomi           | 496    | 3,75  | –  |  |  |
|                               | Davide Di Rosolini           | 179    | 1,31  | Rifondazione Comunista                     | 91     | 0,69  | –  |  |  |
| Totale                        | Totale                       | 13 660 | 100   |                                            | 13 221 | 100   | 20 |  |  |
|                               |                              |        |       |                                            |        |       |    |  |  |
| Fonte: Ministero dell'interno |                              |        |       |                                            |        |       |    |  |  |

## Provincia regionale di Trapani

### Castellammare del Golfo
|                                         | Marzio Bresciani ✔️ Sindaco | 6 062 | 62,76 | Il Popolo della Libertà   | 2 151 | 22,57 | 5  |  |  |
| Lavoro Sviluppo                         | Marzio Bresciani ✔️ Sindaco | 6 062 | 62,76 | 1 515                     | 15,90 | 4     |    |  |  |
| Castellammare Democratica Unita         | Marzio Bresciani ✔️ Sindaco | 6 062 | 62,76 | 1 178                     | 12,36 | 3     |    |  |  |
| Bresciani Sindaco-Andiamo Oltre         | Marzio Bresciani ✔️ Sindaco | 6 062 | 62,76 | 820                       | 8,60  | 2     |    |  |  |
| Partito Socialista Democratico Italiano | Marzio Bresciani ✔️ Sindaco | 6 062 | 62,76 | 701                       | 7,36  | 1     |    |  |  |
|                                         | Antonino Mistretta          | 2 062 | 21,35 | Movimento per l'Autonomia | 872   | 9,15  | 2  |  |  |
| Unione di Centro                        | Antonino Mistretta          | 2 062 | 21,35 | 700                       | 7,35  | 1     |    |  |  |
|                                         | Antonio Salvatore Bologna   | 1 168 | 12,09 | Partito Democratico       | 1 084 | 11,37 | 2  |  |  |
|                                         | Camillo Navarra             | 238   | 2,46  | Rifondazione Comunista    | 218   | 2,29  | –  |  |  |
| Totale                                  | Totale                      | 9 659 | 100   |                           | 9 530 | 100   | 20 |  |  |
|                                         |                             |       |       |                           |       |       |    |  |  |
| Fonte: Ministero dell'interno           |                             |       |       |                           |       |       |    |  |  |

### Paceco
| Candidati                     | Candidati                   | II turno          | II turno          | I turno | I turno | Liste                   | Voti  | %     | Seggi |
| Candidati                     | Candidati                   | Voti              | %                 | Voti    | %       | Liste                   | Voti  | %     | Seggi |
| ----------------------------- | --------------------------- | ----------------- | ----------------- | ------- | ------- | ----------------------- | ----- | ----- | ----- |
|                               | Biagio Martorana ✔️ Sindaco | 3 040             | 51,42             | 2 952   | 39,95   | Martorana Sindaco       | 1 217 | 17,12 | 6     |
| Partito Democratico           | Biagio Martorana ✔️ Sindaco | 3 040             | 51,42             | 2 952   | 39,95   | 769                     | 10,82 | 3     |       |
| Progetto per Paceco           | Biagio Martorana ✔️ Sindaco | 3 040             | 51,42             | 2 952   | 39,95   | 593                     | 8,34  | 2     |       |
| Democratici per Paceco        | Biagio Martorana ✔️ Sindaco | 3 040             | 51,42             | 2 952   | 39,95   | 323                     | 4,54  | 1     |       |
|                               | Vincenzo Novara             | 2 872             | 48,58             | 3 038   | 41,12   | Il Popolo della Libertà | 953   | 13,41 | 2     |
| Movimento per l'Autonomia     | Vincenzo Novara             | 2 872             | 48,58             | 3 038   | 41,12   | 950                     | 13,37 | 2     |       |
| Paceco Unita                  | Vincenzo Novara             | 2 872             | 48,58             | 3 038   | 41,12   | 770                     | 10,83 | 1     |       |
| Autonomia per Paceco          | Vincenzo Novara             | 2 872             | 48,58             | 3 038   | 41,12   | 617                     | 8,68  | 1     |       |
| Noi Pacecoti                  | Vincenzo Novara             | 2 872             | 48,58             | 3 038   | 41,12   | 18                      | 0,25  | –     |       |
|                               | Francesco D'Agate           | Francesco D'Agate | Francesco D'Agate | 1 399   | 18,93   | Insieme per Paceco      | 557   | 7,84  | 1     |
| Unione di Centro (A)          | Francesco D'Agate           | Francesco D'Agate | Francesco D'Agate | 1 399   | 18,93   | 341                     | 4,80  | –     |       |
| Totale                        | Totale                      | 5 912             | 100               | 7 389   | 100     |                         | 7 108 | 100   | 20    |
|                               |                             |                   |                   |         |         |                         |       |       |       |
| Fonte: Ministero dell'interno |                             |                   |                   |         |         |                         |       |       |       |

### Partanna
|                               | Giovanni Cuttone ✔️ Sindaco | 4 390 | 59,53 | Movimento per l'Autonomia | 1 119 | 15,52 | 3  |  |  |
| Partanna Città Europea        | Giovanni Cuttone ✔️ Sindaco | 4 390 | 59,53 | 1 051                     | 14,57 | 3     |    |  |  |
| Insieme per la Città          | Giovanni Cuttone ✔️ Sindaco | 4 390 | 59,53 | 919                       | 12,74 | 3     |    |  |  |
| Unione di Centro              | Giovanni Cuttone ✔️ Sindaco | 4 390 | 59,53 | 909                       | 12,61 | 3     |    |  |  |
| Il Popolo della Libertà       | Giovanni Cuttone ✔️ Sindaco | 4 390 | 59,53 | 535                       | 7,42  | 1     |    |  |  |
| Partanna Democratica          | Giovanni Cuttone ✔️ Sindaco | 4 390 | 59,53 | 326                       | 4,52  | 1     |    |  |  |
|                               | Angelo Giuseppe Mistretta   | 2 397 | 32,51 | Partito Democratico       | 753   | 10,44 | 3  |  |  |
| Per la Città che Vogliamo     | Angelo Giuseppe Mistretta   | 2 397 | 32,51 | 683                       | 9,47  | 2     |    |  |  |
| Impegno per la Città          | Angelo Giuseppe Mistretta   | 2 397 | 32,51 | 453                       | 6,28  | 1     |    |  |  |
| Il Modione per Partanna       | Angelo Giuseppe Mistretta   | 2 397 | 32,51 | 164                       | 2,27  | –     |    |  |  |
|                               | Calogero Accardo            | 587   | 7,96  | Rifondazione Comunista    | 299   | 4,15  | –  |  |  |
| Totale                        | Totale                      | 7 374 | 100   |                           | 7 211 | 100   | 20 |  |  |
|                               |                             |       |       |                           |       |       |    |  |  |
| Fonte: Ministero dell'interno |                             |       |       |                           |       |       |    |  |  |

### Salemi
| Candidati                     | Candidati                  | II turno                  | II turno                  | I turno | I turno | Liste                     | Voti  | %     | Seggi |
| Candidati                     | Candidati                  | Voti                      | %                         | Voti    | %       | Liste                     | Voti  | %     | Seggi |
| ----------------------------- | -------------------------- | ------------------------- | ------------------------- | ------- | ------- | ------------------------- | ----- | ----- | ----- |
|                               | Vittorio Sgarbi ✔️ Sindaco | 3 791                     | 60,69                     | 2 923   | 39,18   | Unione di Centro          | 1 192 | 16,55 | 6     |
| Donne e Giovani di Centro     | Vittorio Sgarbi ✔️ Sindaco | 3 791                     | 60,69                     | 2 923   | 39,18   | 757                       | 10,51 | 3     |       |
| Democrazia Cristiana          | Vittorio Sgarbi ✔️ Sindaco | 3 791                     | 60,69                     | 2 923   | 39,18   | 634                       | 8,80  | 3     |       |
|                               | Alberto Scuderi            | 2 455                     | 39,31                     | 1 334   | 17,88   | Partito Democratico       | 883   | 12,26 | 2     |
| Primavera Siciliana           | Alberto Scuderi            | 2 455                     | 39,31                     | 1 334   | 17,88   | 301                       | 4,18  | –     |       |
|                               | Luigi Crimi                | Luigi Crimi               | Luigi Crimi               | 1 258   | 16,86   | Movimento per l'Autonomia | 575   | 7,98  | 1     |
| Il Popolo della Libertà       | Luigi Crimi                | Luigi Crimi               | Luigi Crimi               | 1 258   | 16,86   | 497                       | 6,90  | 1     |       |
| Libertas-Salemi               | Luigi Crimi                | Luigi Crimi               | Luigi Crimi               | 1 258   | 16,86   | 399                       | 5,54  | 1     |       |
|                               | Francesco Salvatore Asaro  | Francesco Salvatore Asaro | Francesco Salvatore Asaro | 1 069   | 14,33   | Coerenza e Libertà        | 756   | 10,49 | 1     |
| Impegno e Democrazia          | Francesco Salvatore Asaro  | Francesco Salvatore Asaro | Francesco Salvatore Asaro | 1 069   | 14,33   | 413                       | 5,73  | 1     |       |
|                               | Biagio Mastrantoni         | Biagio Mastrantoni        | Biagio Mastrantoni        | 638     | 8,55    | Insieme per Salemi        | 584   | 8,11  | 1     |
|                               | Lorenzo Monaco             | Lorenzo Monaco            | Lorenzo Monaco            | 239     | 3,20    | Reinventa Salemi          | 213   | 2,96  | –     |
| Totale                        | Totale                     | 6 246                     | 100                       | 7 461   | 100     |                           | 7 204 | 100   | 20    |
|                               |                            |                           |                           |         |         |                           |       |       |       |
| Fonte: Ministero dell'interno |                            |                           |                           |         |         |                           |       |       |       |

### Valderice
|                               | Camillo Iovino ✔️ Sindaco | 3 892 | 51,38 | Il Popolo della Libertà | 1 692 | 23,12 | 6  |  |  |
| Unione di Centro              | Camillo Iovino ✔️ Sindaco | 3 892 | 51,38 | 561                     | 7,67  | 2     |    |  |  |
| Popolari per Valderice        | Camillo Iovino ✔️ Sindaco | 3 892 | 51,38 | 545                     | 7,45  | 1     |    |  |  |
| Lista Iovino                  | Camillo Iovino ✔️ Sindaco | 3 892 | 51,38 | 501                     | 6,85  | 1     |    |  |  |
| Movimento per l'Autonomia     | Camillo Iovino ✔️ Sindaco | 3 892 | 51,38 | 198                     | 2,71  | –     |    |  |  |
|                               | Alberto Bonfiglio         | 3 683 | 48,62 | Partito Democratico     | 1 846 | 25,23 | 6  |  |  |
| Democratici Valderice         | Alberto Bonfiglio         | 3 683 | 48,62 | 1 068                   | 14,60 | 3     |    |  |  |
| Valderice che Amiamo          | Alberto Bonfiglio         | 3 683 | 48,62 | 368                     | 5,03  | 1     |    |  |  |
| Partito Socialista            | Alberto Bonfiglio         | 3 683 | 48,62 | 285                     | 3,90  | –     |    |  |  |
| Uniti per Valdercie           | Alberto Bonfiglio         | 3 683 | 48,62 | 149                     | 2,04  | –     |    |  |  |
| La Sinistra per Valderice     | Alberto Bonfiglio         | 3 683 | 48,62 | 81                      | 1,11  | –     |    |  |  |
| Totale                        | Totale                    | 7 575 | 100   |                         | 7 317 | 100   | 20 |  |  |
|                               |                           |       |       |                         |       |       |    |  |  |
| Fonte: Ministero dell'interno |                           |       |       |                         |       |       |    |  |  |